# Kanäle in Venedig

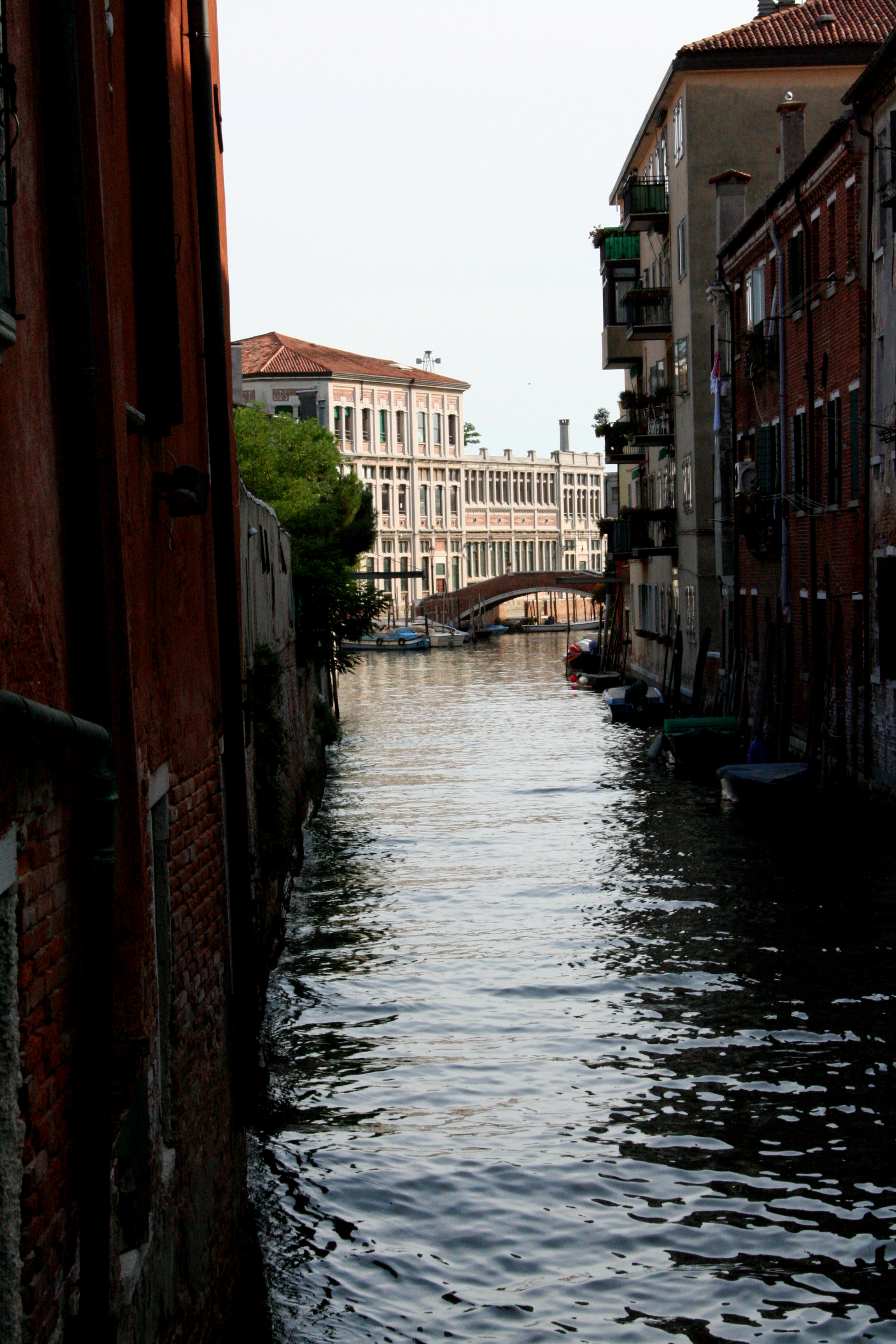
Rio del Ponte Piccolo

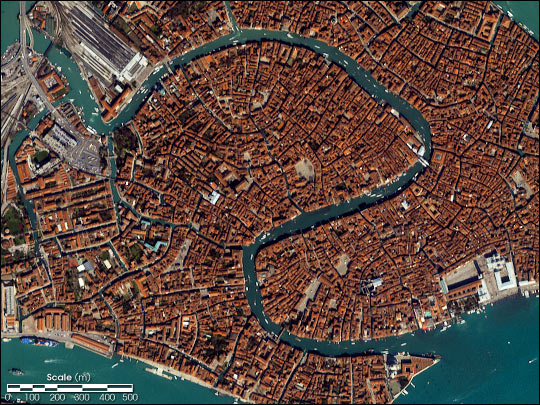
Luftbild (2001)

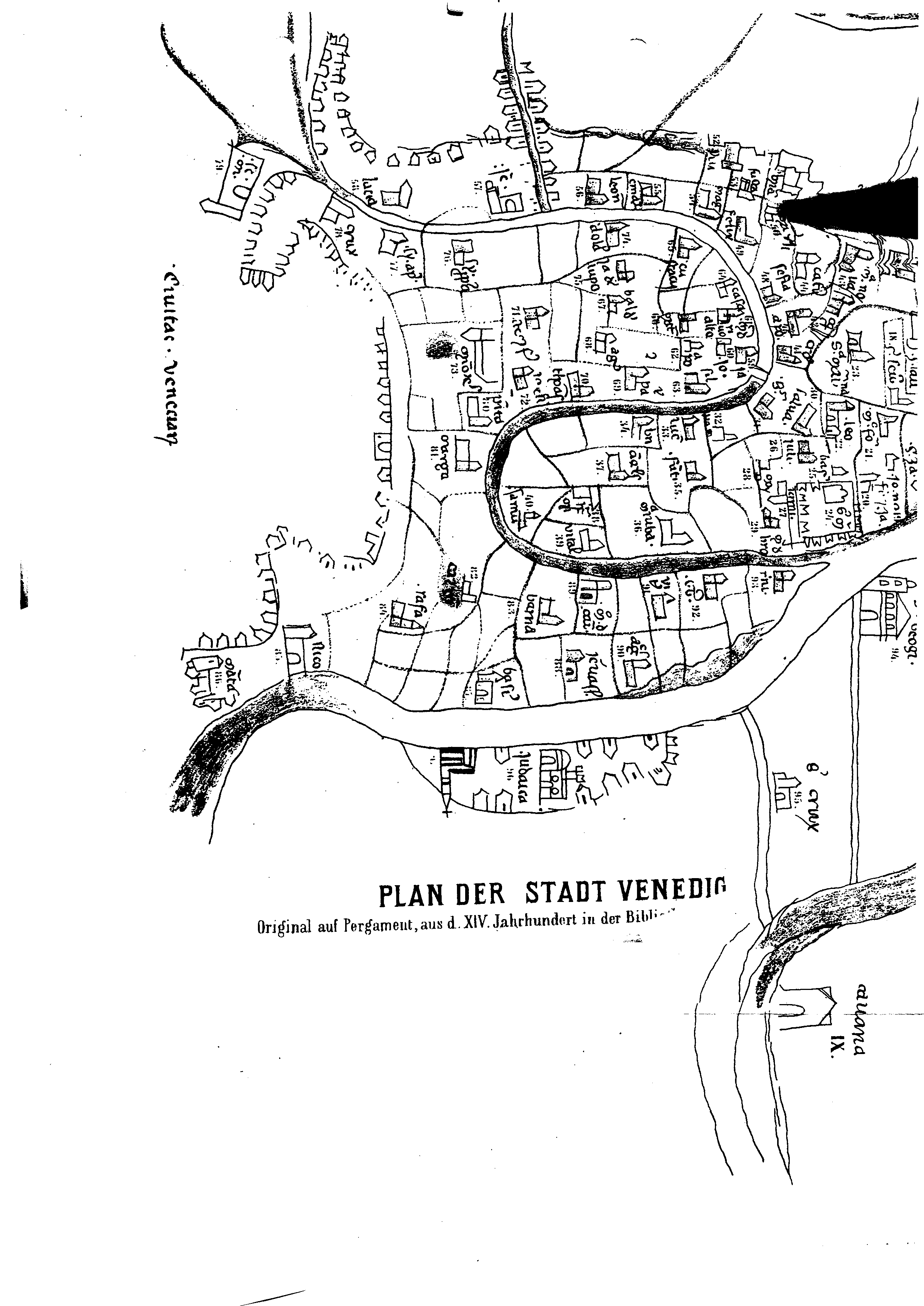
Plan Venedigs aus dem 14. Jhdt.

Die Kanäle von Venedig (italienisch canali, Singular canale) und die kleineren „Rii“ (Singular rio) bilden die eigentlichen für den alltäglichen Verkehr benutzten Wegeverbindungen („Straßen“, „Gassen“) der „Lagunenstadt“ Venedig. Sie erschließen die 126 Inseln im Stadtgebiet, unter anderem das militärische Arsenal (Werftgebiet) und den Hafen. Sie dienen auch der natürlichen Entwässerung des Stadtgebiets von Oberflächen- wie – mittlerweile meist geklärtem – Schmutzwasser. Diese Wasserwege und die sie ergänzenden 467 Brücken, die über sie hinweg führen, sind eine global bekannte wie auch künstlerisch vielfach gewürdigte und zitierte touristische Attraktion. Außerdem sind sie die Wege hinaus in die umgebende Lagune. 
Die beiden bekanntesten Kanäle sind der Canal Grande im Zentrum (regionale Bezeichnung Canałazzo) sowie der Canale della Giudecca hin zur gleichnamigen Insel Giudecca in der Lagune (durch das Viertel Dorsoduro) am Südende Venedigs: Sie treffen im Bacino di San Marco vor dem Markusplatz zusammen und beruhen wahrscheinlich auf ehemaligen Flussbetten. Mehr als 40 kleinere Kanäle münden aus den Sestieri in den Canal Grande. Terrestrische, erdgebundene Straßen und Gassen haben in Venedig nur Zubringerfunktionen zwischen einzelnen Häusern und innerhalb der Viertel. Die Haupterschließung für die Bewohner zum Festland oder hinaus aufs Meer erfolgte traditionell per Boot über die verschiedenen Wasserwege. Eine Besonderheit Venedigs sind zugeschüttete Wasserstraßen, die heute Straßen oder Fußwege bilden und deren Namen noch an ihre frühere Funktion erinnern: rio terà.

## Die Kanäle sind Teil eines Systems

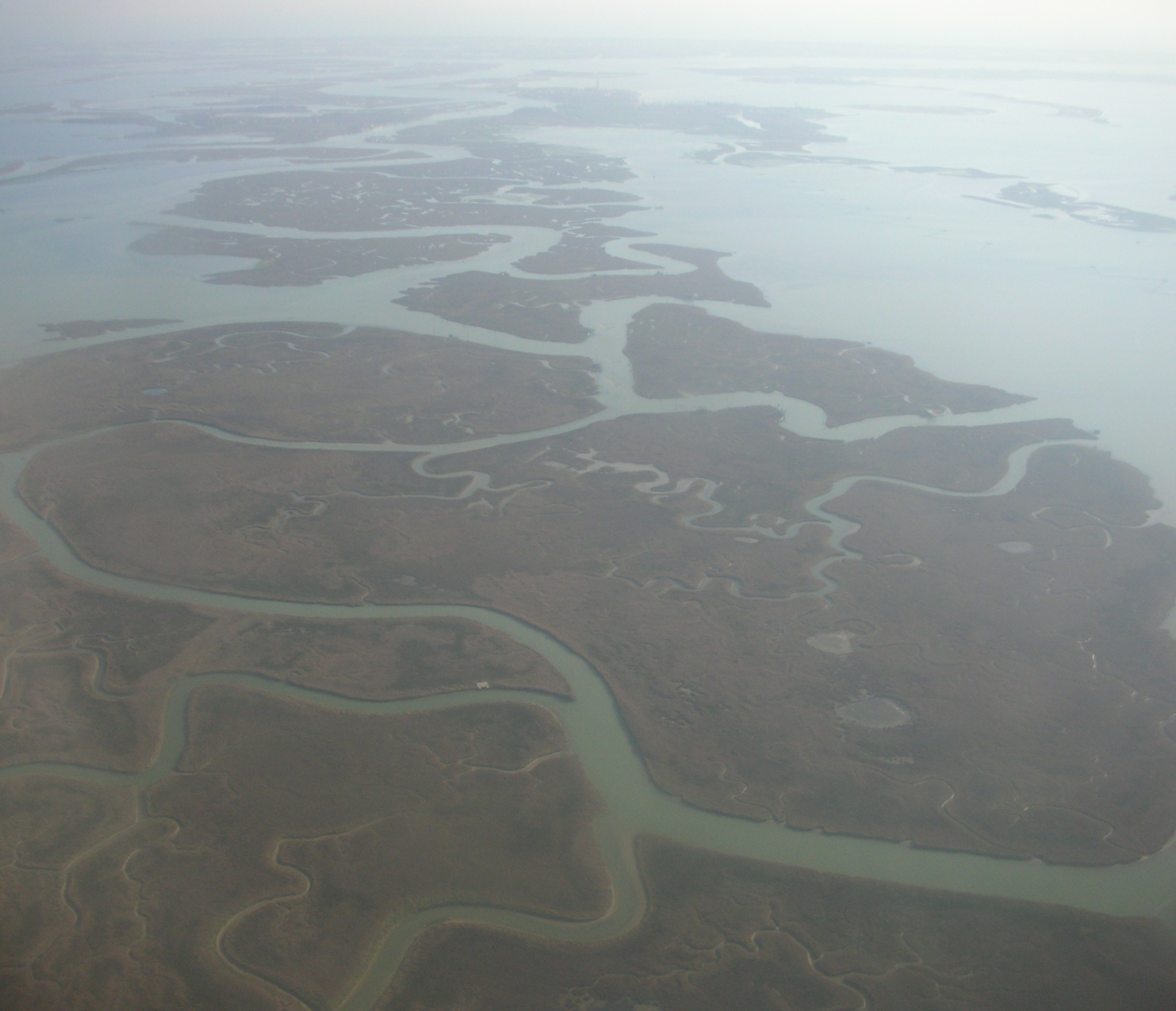
Flussbetten in der Lagune (Dezember 2006)

Die angeblich 175 Kanäle innerhalb der Altstadt waren ursprünglich auf 1,85 m Tiefgang ausgelegt. Dabei ist der durchschnittliche Tidenhub von etwa 60 cm berücksichtigt worden, sodass ständig bis in die Nebenkanäle effektiv 120 cm Fahrtiefe anstanden. Diese Rii und Canali haben eine Gesamtlänge von etwa 38 km.
Kanäle in diesem weiteren Sinne sind Teil eines ökologischen und eines wirtschaftlichen (künstlichen) Systems im Delta des Flusses Brenta und weiterer Flüsse und Bäche hin zur Adria.
Der Pegelstand der Kanäle usw. ist von den Gezeiten des Meeres und den genannten, z. T. durch Schleusen regulierten Süßwasserzuflüssen abhängig. Dadurch setzen sich in den Kanälen ständig Sedimente ab. Nur durch eine ständige Pflege der Kanäle konnte die Stadt und die Lagune vor einer natürlichen Verlandung geschützt werden. Diese Unterhaltsarbeiten wurden ab Mitte des 19. Jahrhunderts weitgehend vernachlässigt. Derzeit, etwa seit 1960, findet in der gesamten Lagune ein stärkerer Abtrag als die gleichzeitige Sedimentierung statt. Das winterliche Acqua Alta („Hochwasser“) hängt zusätzlich noch mit der dann vorherrschenden Windrichtung auf diesem Teil des Mittelmeers zusammen. In den Höchstständen soll es künftig durch den derzeitigen Bau des Modulo Sperimentale Elettromeccanico (MO.S.E., „Elektromechanisches Experimentalmodul“), eine Art Wasserstauwerk, etwas gesteuert werden.
Auch innerhalb der Lagune verbinden ständig zu pflegende Kanäle die Inseln; sie stellen auch bei Niedrigwasser den Schiffsverkehr sicher.

## Wichtige Canali

Der Hauptkanal, Canal Grande, am Rialto

Der Canal Grande trennt die Stadtsechstel (Sestieri) San Marco, Cannaregio und Castello von den auf der rechten, landseitigen Kanalseite gelegenen Stadtteilen Dorsoduro, San Polo und Santa Croce. Kurz vor dem Markusplatz vereinigt er sich mit dem Canal de ła Zueca.
- Siehe den Hauptartikel zum Canal Grande mit der Abfolge aller Palazzi und Zuflüsse

Weitere wichtige Kanäle sind:

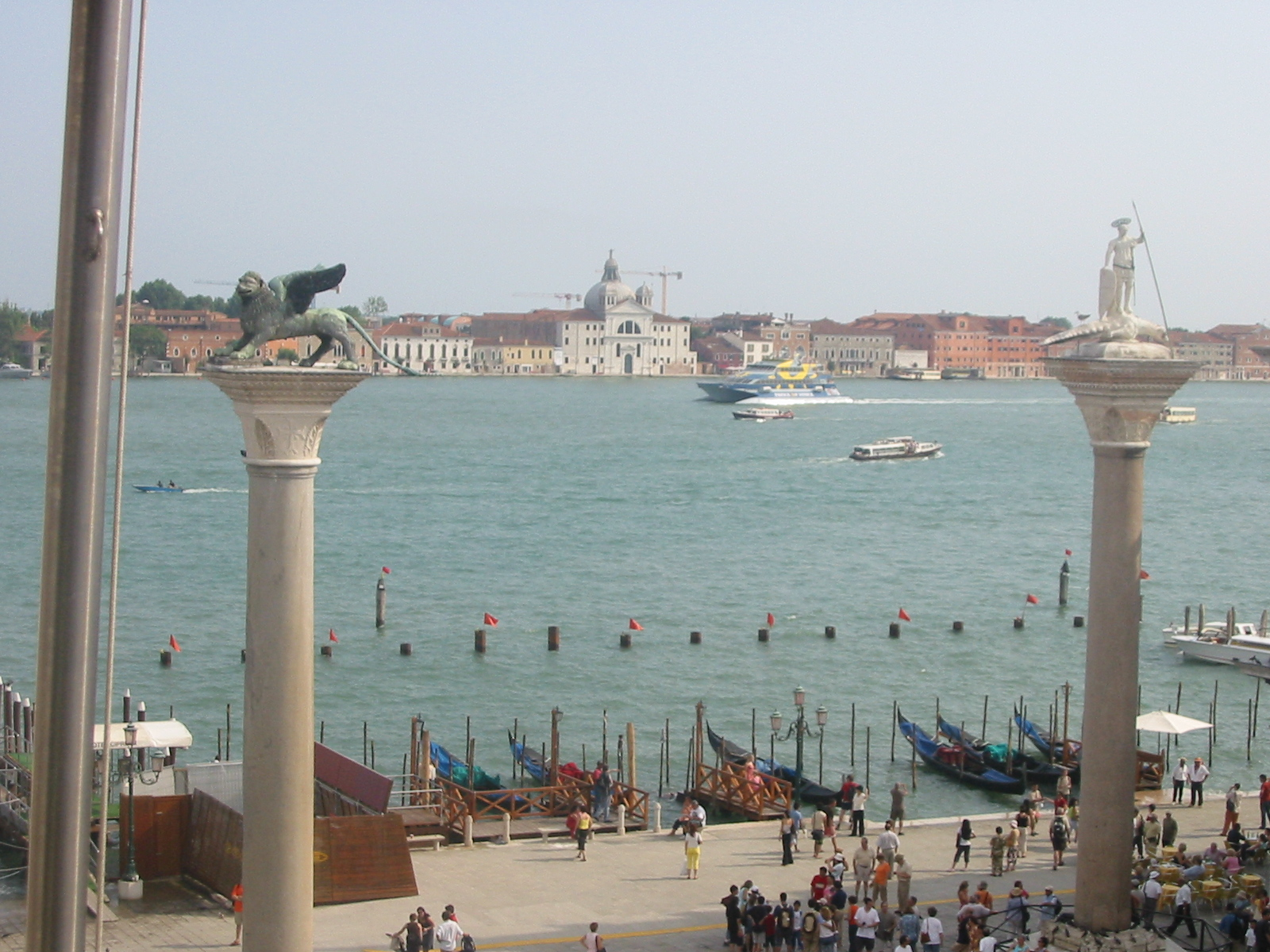
„Canal de ła Zueca“

- Canale di Cannaregio, in Richtung Mestre
- Canal di Fusina geht nach der Punta di Santa Marta in den Canale della Giudecca über
- Canale dei Lauraneri
- Canale delle Grazia bei der S. Giorgio Maggiore
- Canale dei Marani
- Canale della Misericordia, bei der gleichnamigen Sacca (Landungsbecken)
- Canale delle Navi
- Canal Orfano (auch Canale di Santo Spirito; zum alten Hafen und Hauptort Malamocco)
- Canale delle Sacche
- Sacca di Santa Chiara (Beginn des Canal Grande)
- Canale della Scomenzera, verbindet den Canale della Giudecca mit dem Anfang des Canal Grande bei Santa Chiara
- Canal di San Pietro, beim Castello
- Canale di Santa Chiara beim Piazzale Roma
- Canale di Santa Maria Maggiore

Der Orfanokanal verbindet Venedig und die historische Hauptstadt der Lagune Malamocco mit den Inseln Poveglia, Santo Spirito, San Clemente, San Servolo und dem Lido.

## Wichtige Rii

### Canale di Cannaregio
(im Uhrzeigersinn geordnet ausgehend vom Canale di Canaregio)
- Battello
- Ghetto Nuovo
- Girolamo / Misericordia
- Sensa (siehe Bild)
- Alvise / Madonna dell´Orto
- Zecchini
- Noale

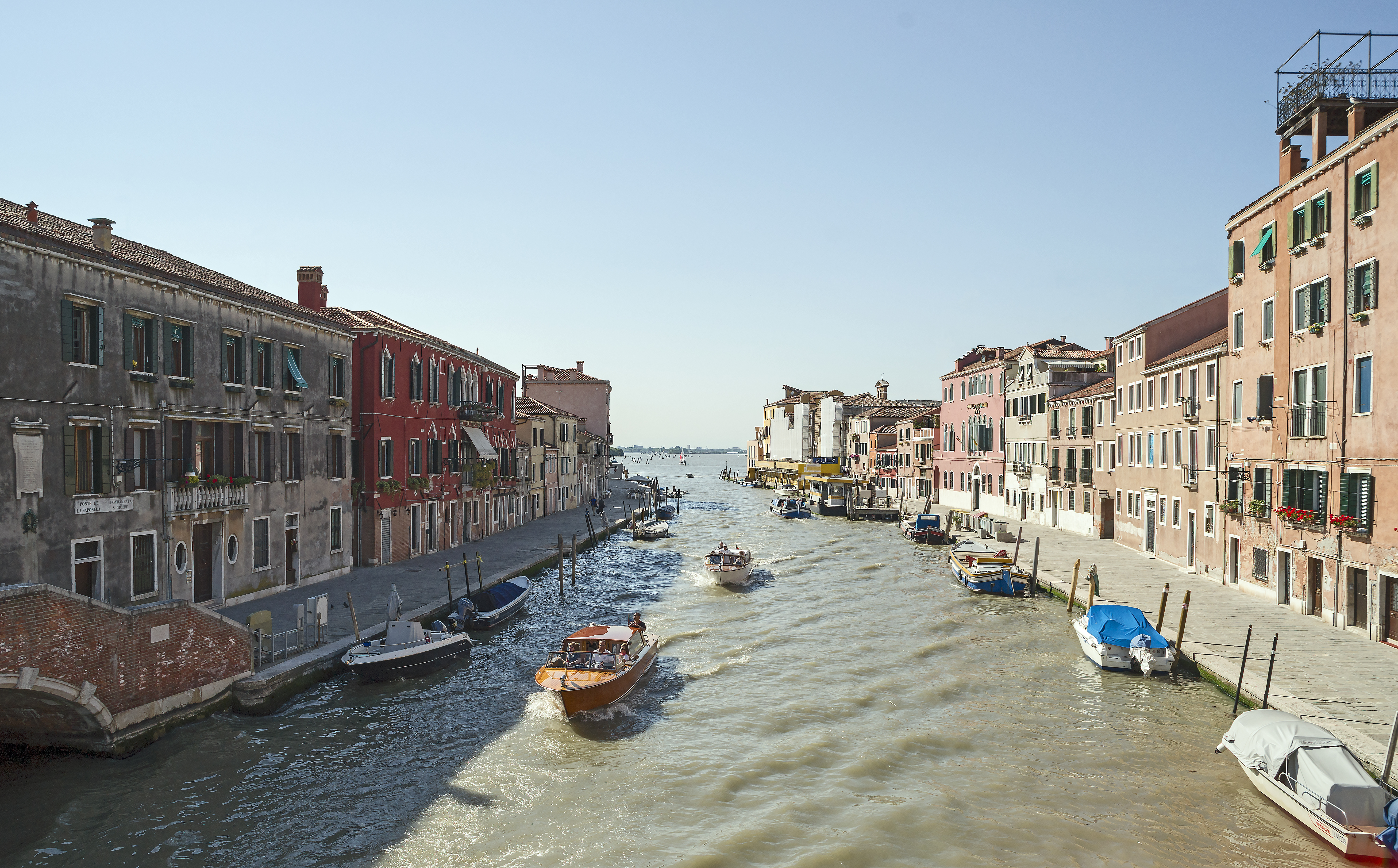
Cannaregiokanal

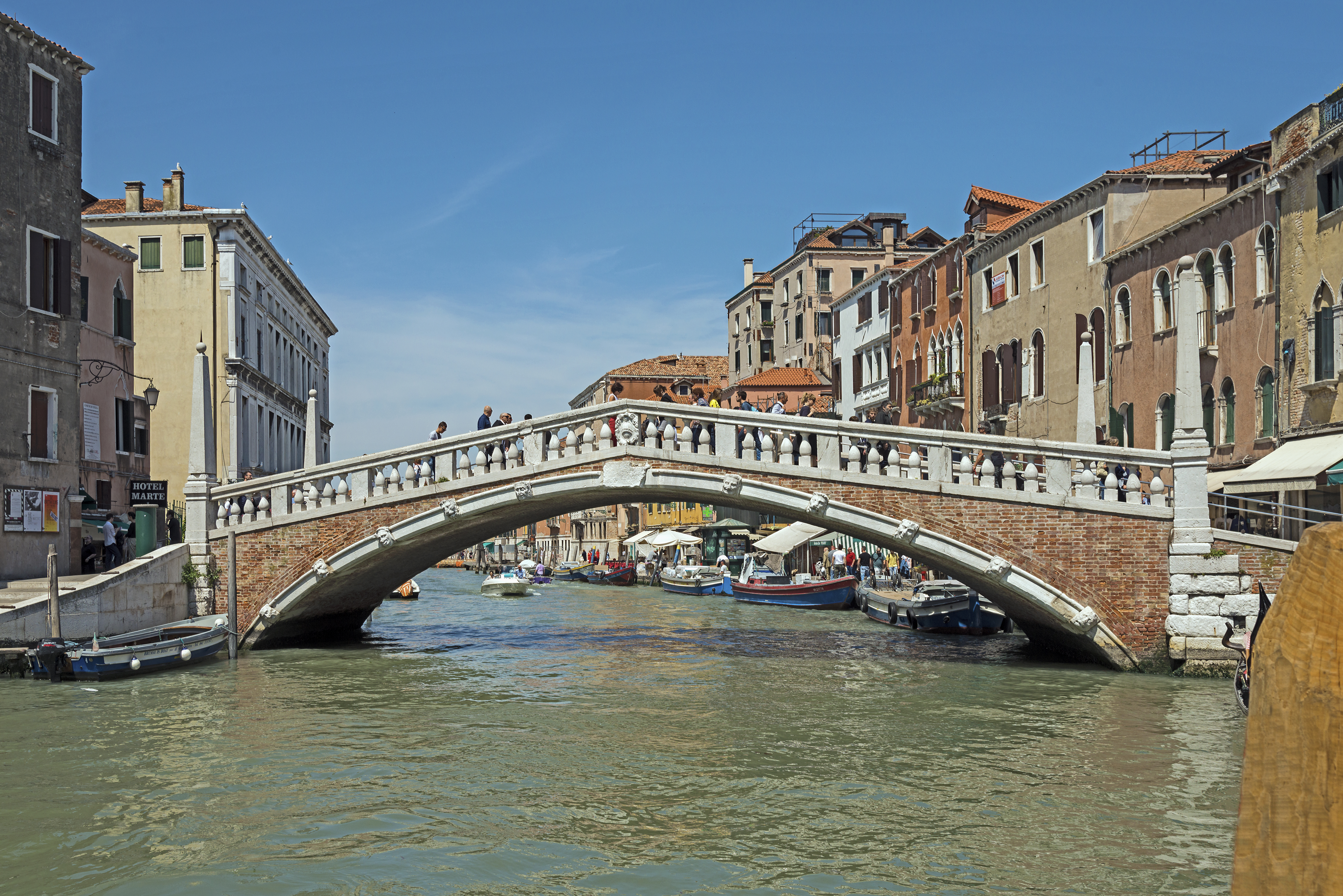
Guglie-Brücke (1580/1823) über den Cannaregio

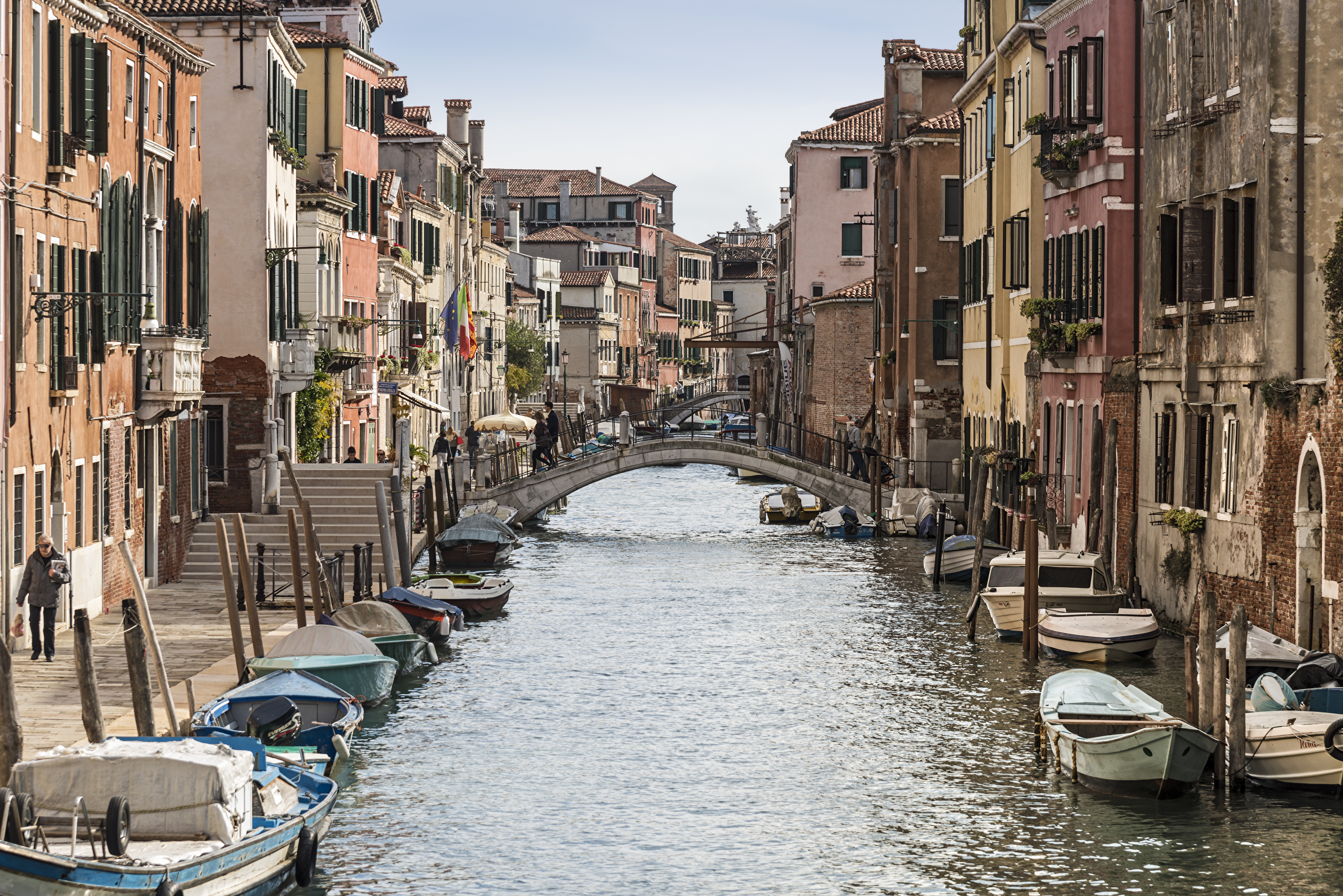
Rio della Sensa

- San Felice / Canale della Misericordia
- Santa Fosca
- Santa Catarina
- Santa Maddalena
- Gesuiti
- S. Andrea
- S. Apostoli
- Panada
- Mendicanti

Städt. Kliniken

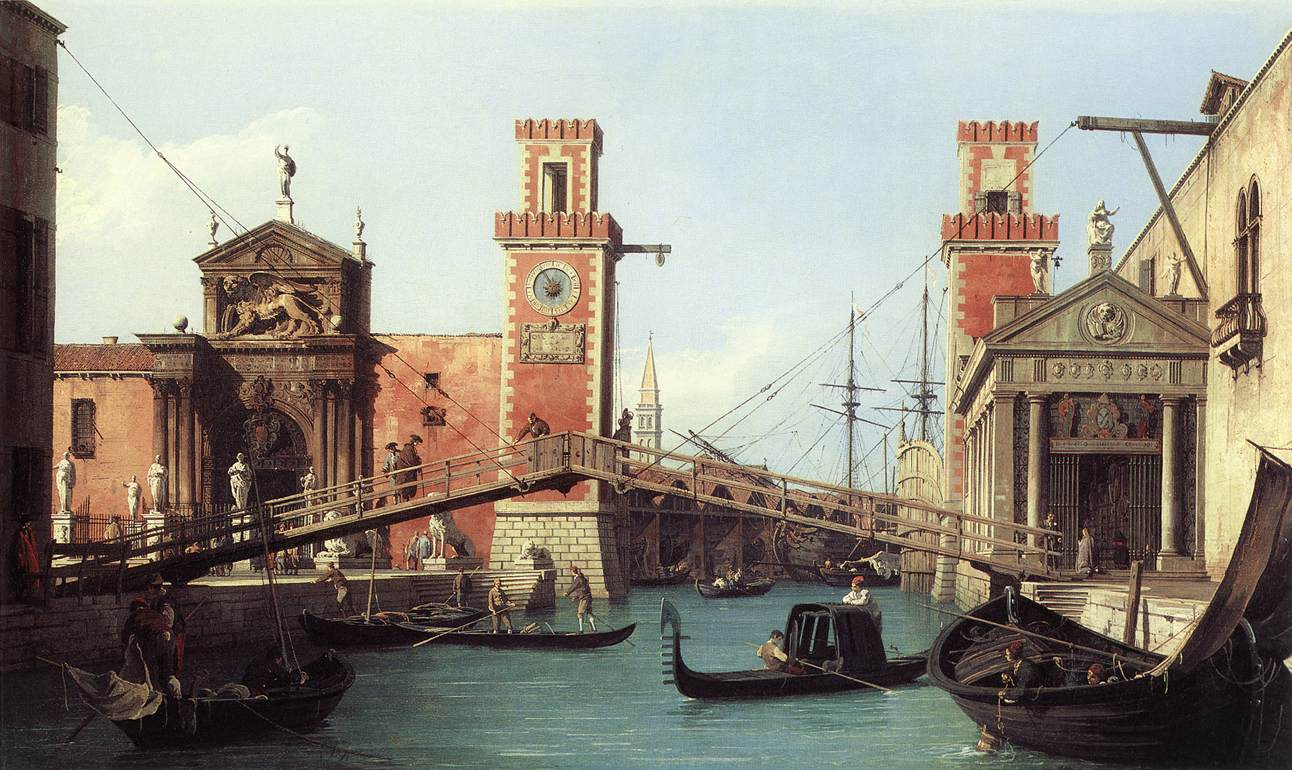
Canalettos Gemälde Das Arsenal von 1732

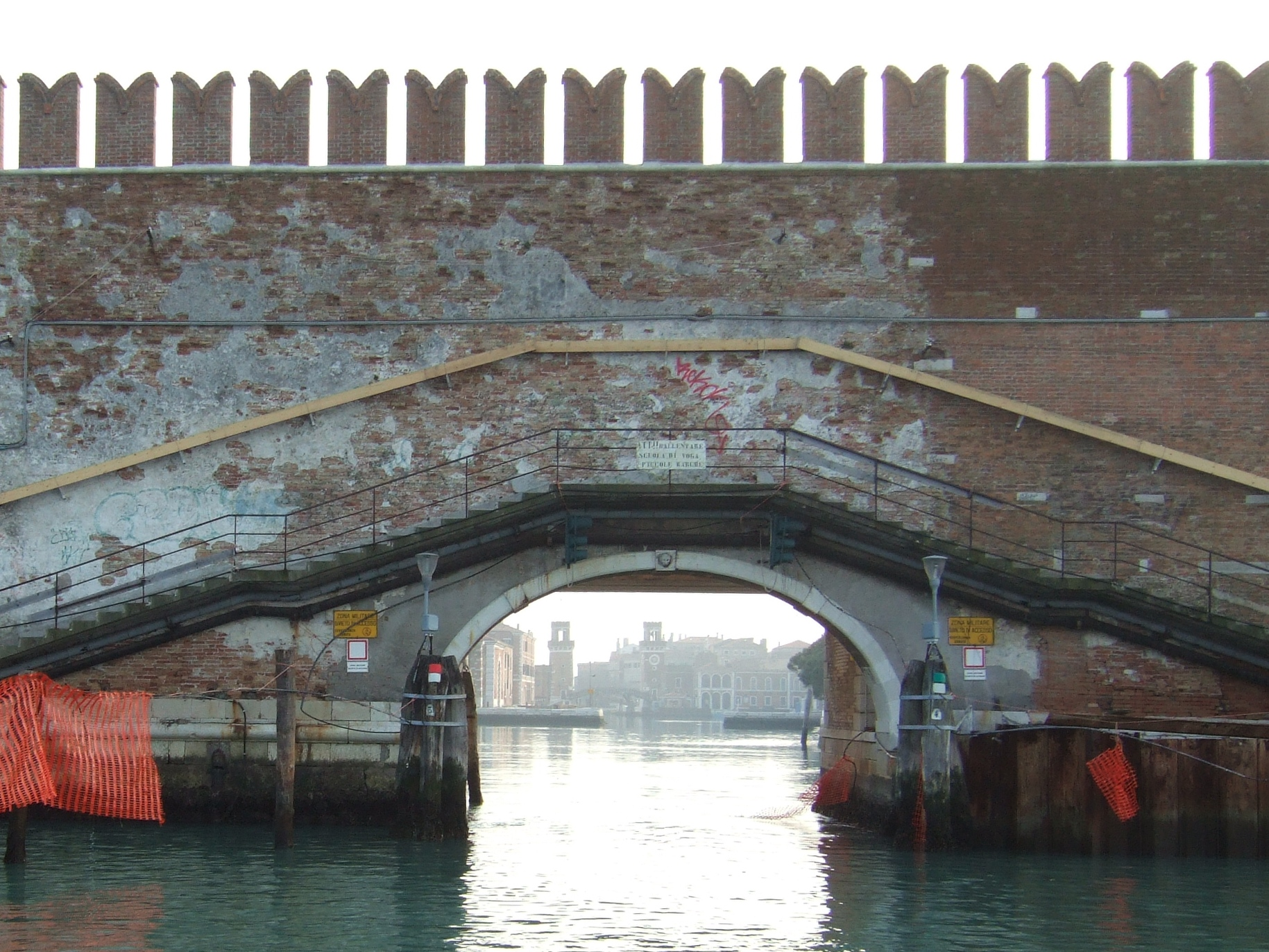
Canale delle Galeazze

- Santa Marina / Giov. Laterano / Fontego / Francesco / Celestia
- Panada
- Santa Giustina / Pietà
- Arsenale / Canale della Galeazza / Darsena Arsenale Veccio / Arsenale
- Darsena Grande
- San Daniele
- Quintavalle
- Sant’Elena
- San Giuseppe
- Tana
- Rio de l’Arsenal
- Rio de la Ca’ di Dio
- Pietà
- Greci
- Vin
- Rio de la Canonica

- Rio dei Giardinetti
- San Moisè
- Rio de l'Alboro
- Santa Maria Zobenigo
- Sant’Angelo
- Santissimo
- Rio de l’Orso

(Ponte dell’Accademia)
- S. Vidal
- Rio del Duca
- Ca’ Garzoni
- Rio de Ca’ Corner
- Ca’ Michiel
- S. Luca
- S. Salvador

(Rialtobrücke)
- Fontego dei Tedeschi

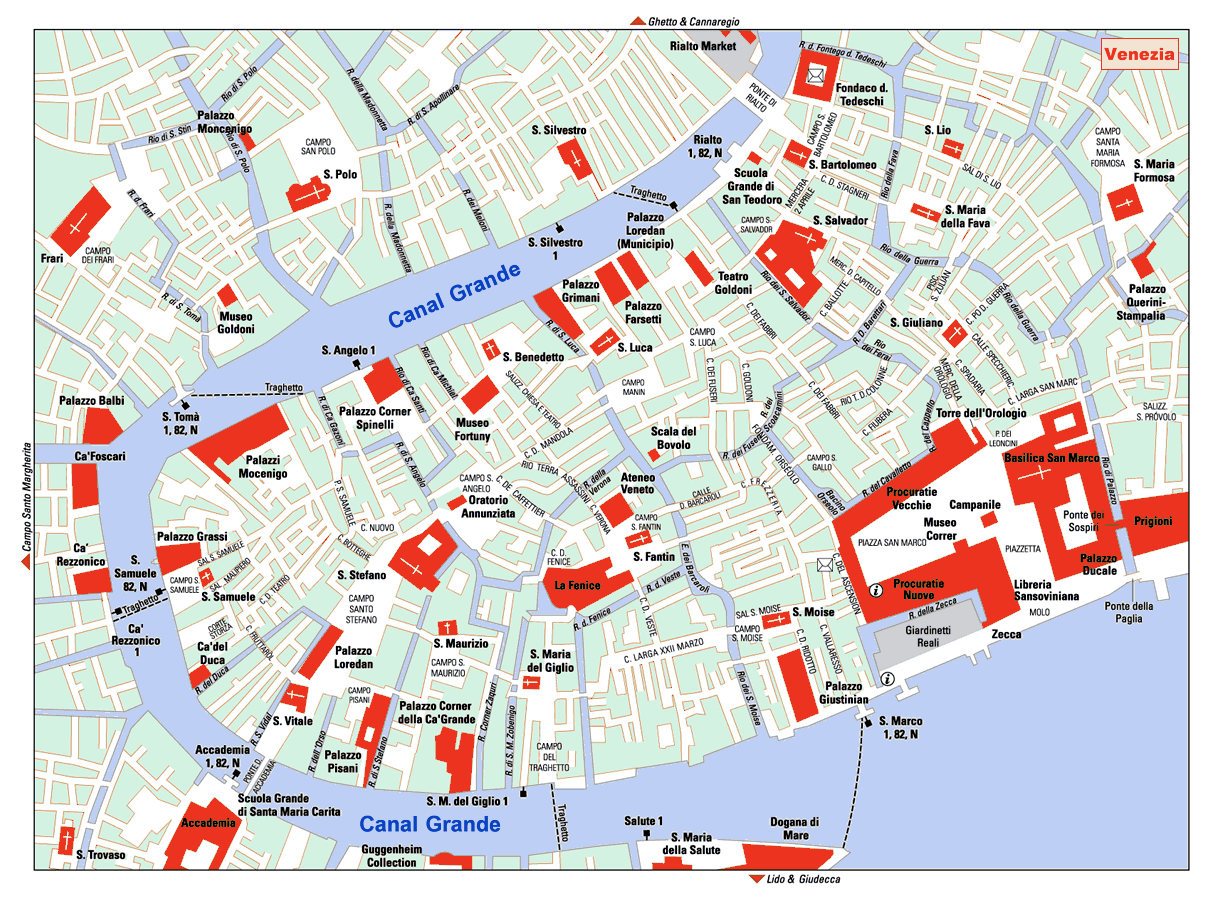
Sestiere di San Marco

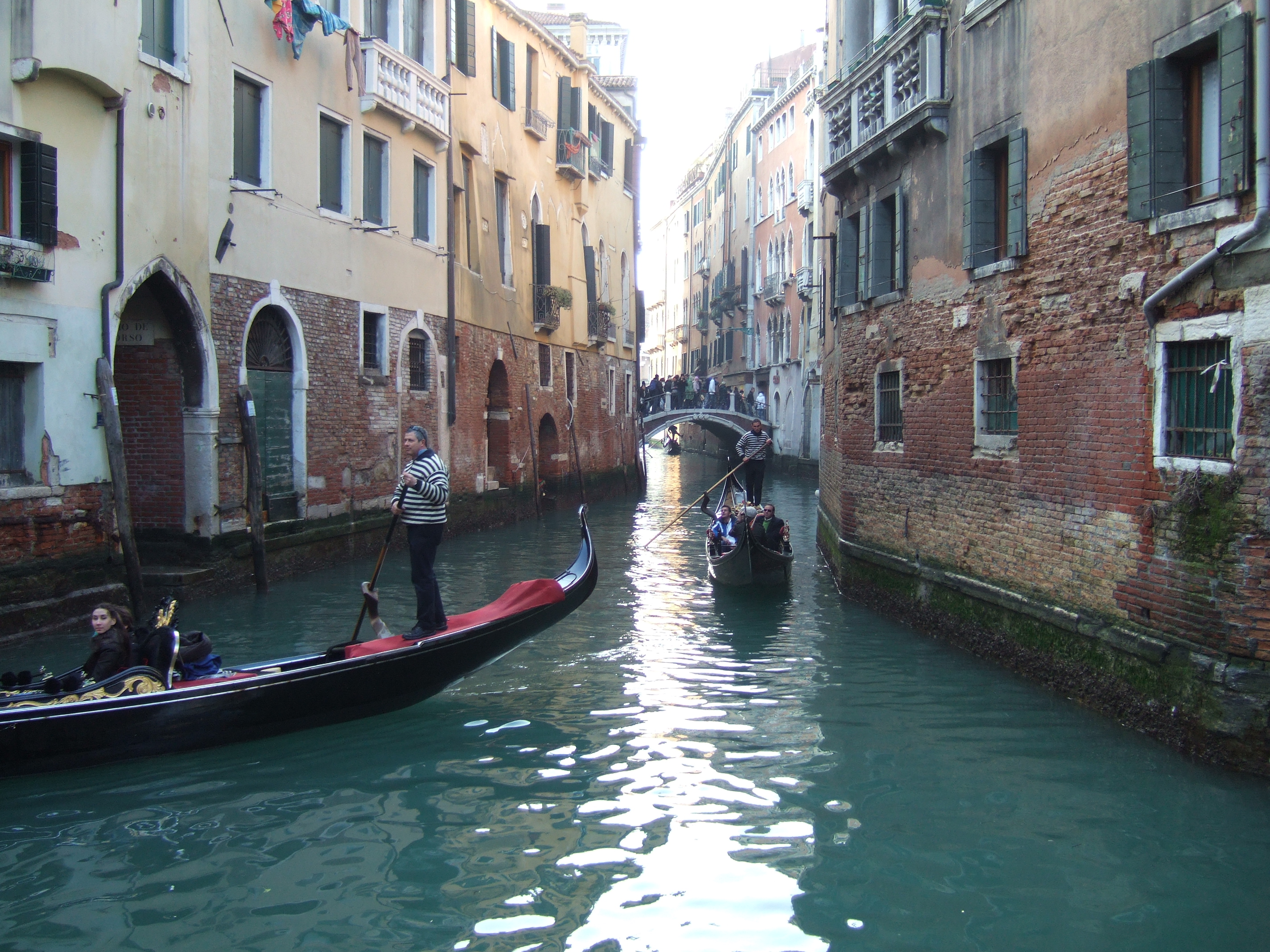
Rio del Fontego dei Tedeschi, Ponte de l’Olio

- S. Giovanni Crisostomo (Cannaregio)
- S. Felice (Cannaregio)
- Rio de Noal (Cannaregio)
- Rio de la Maddalena (Cannaregio)
- Rio de San Marcuola (Cannaregio)

nordöstl. vom Hbf:
- Crea / Canale della Crea
- Giobbe

### Canale della Scomenzera
(im Uhrzeigersinn geordnet ausgehend vom Canale della Scomenzera)
- Rio Novo

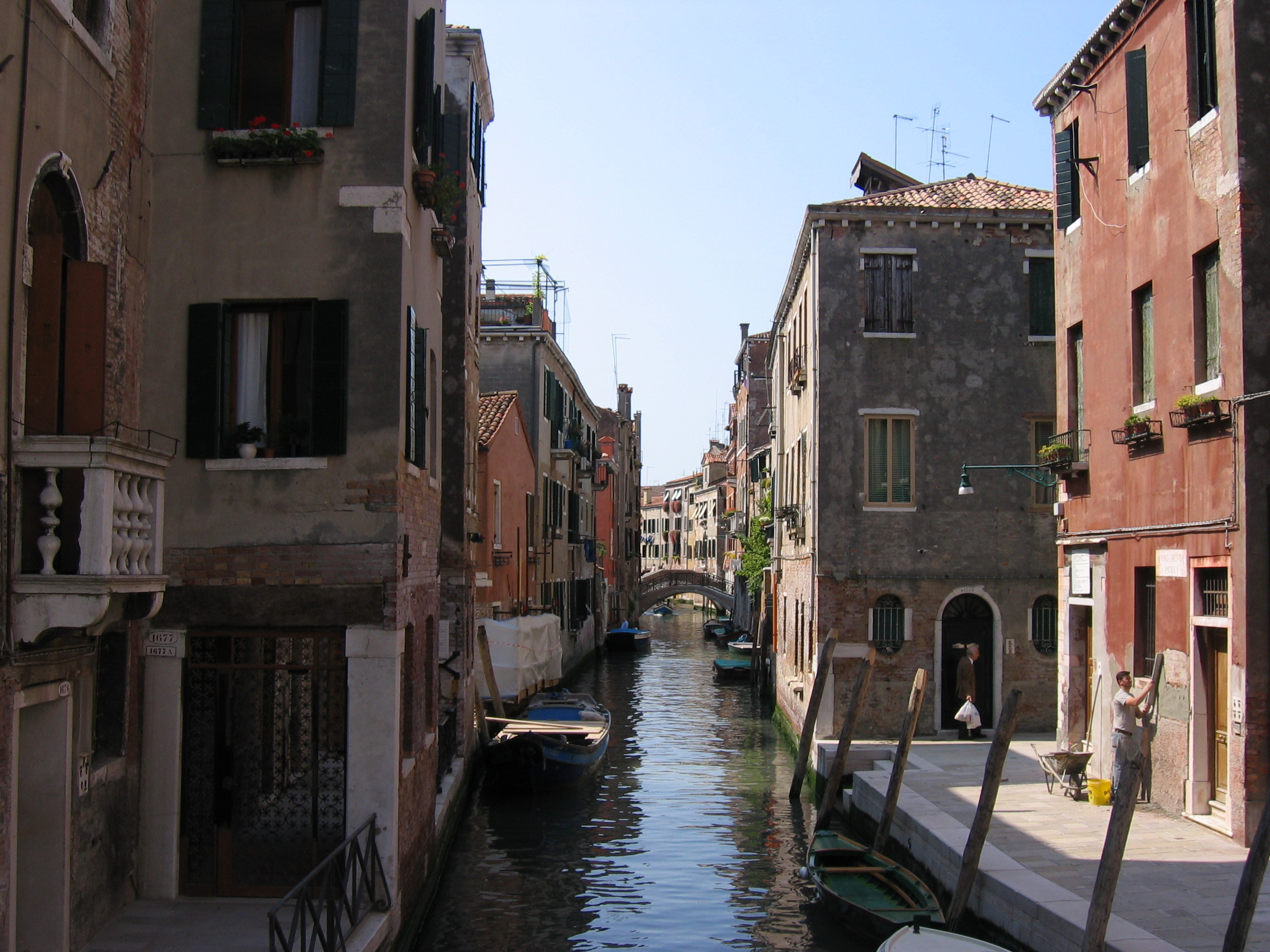
Rio de Zan Degolà

- Rio dei Tolentini oder Rio de la Croce

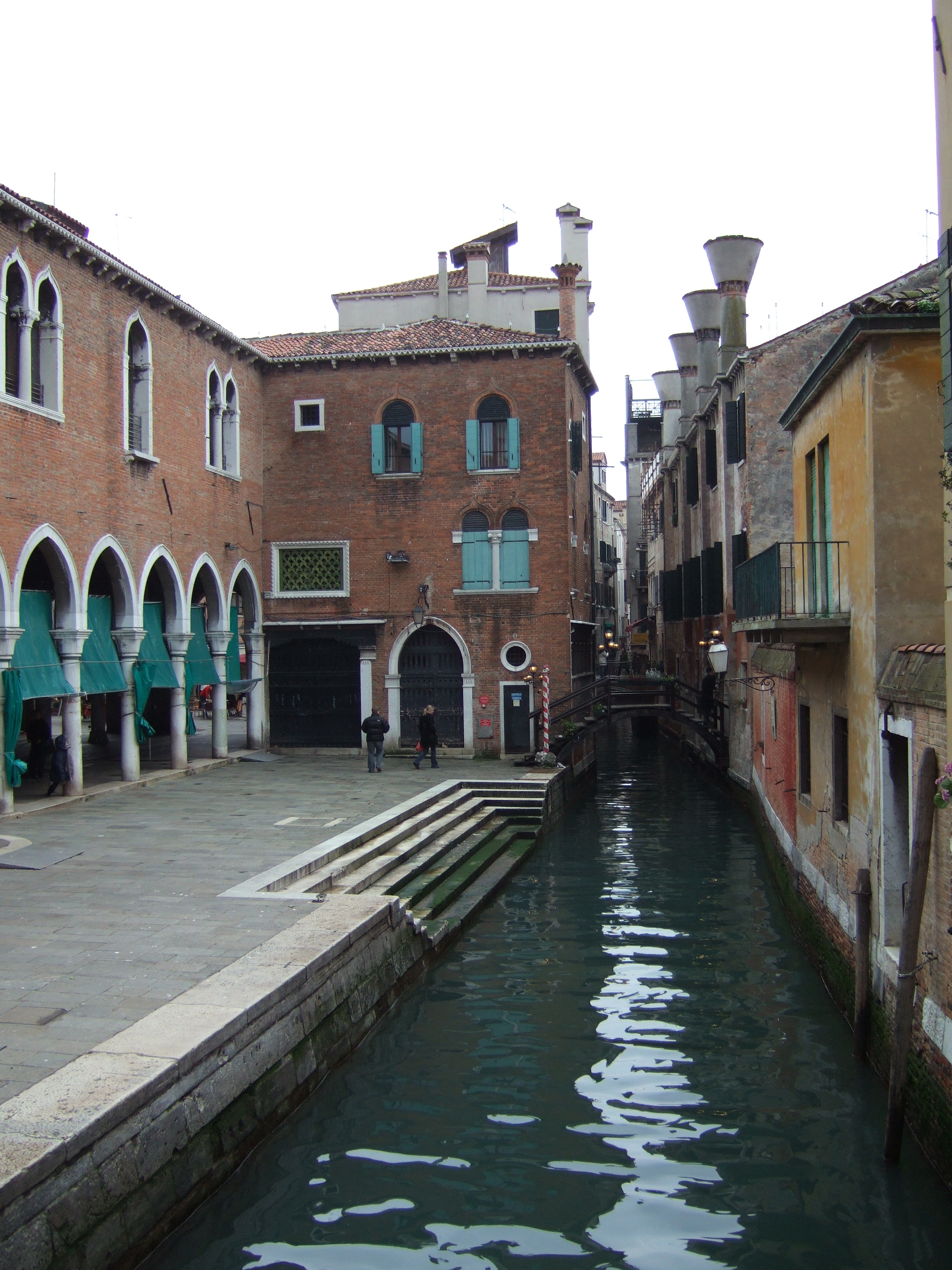
Rio de le Becarie, am Fischmarkt von Rialto

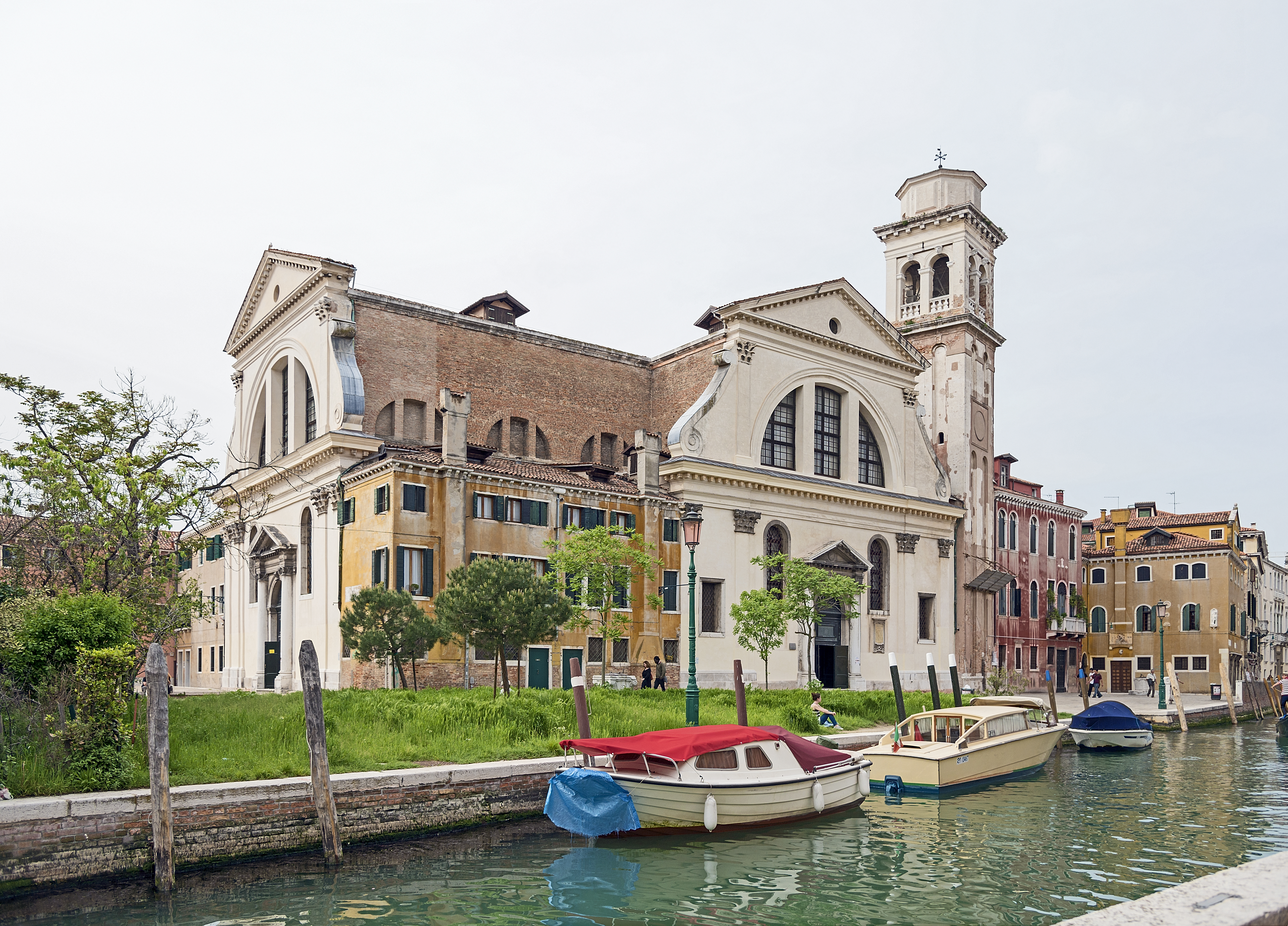
San Trovaso

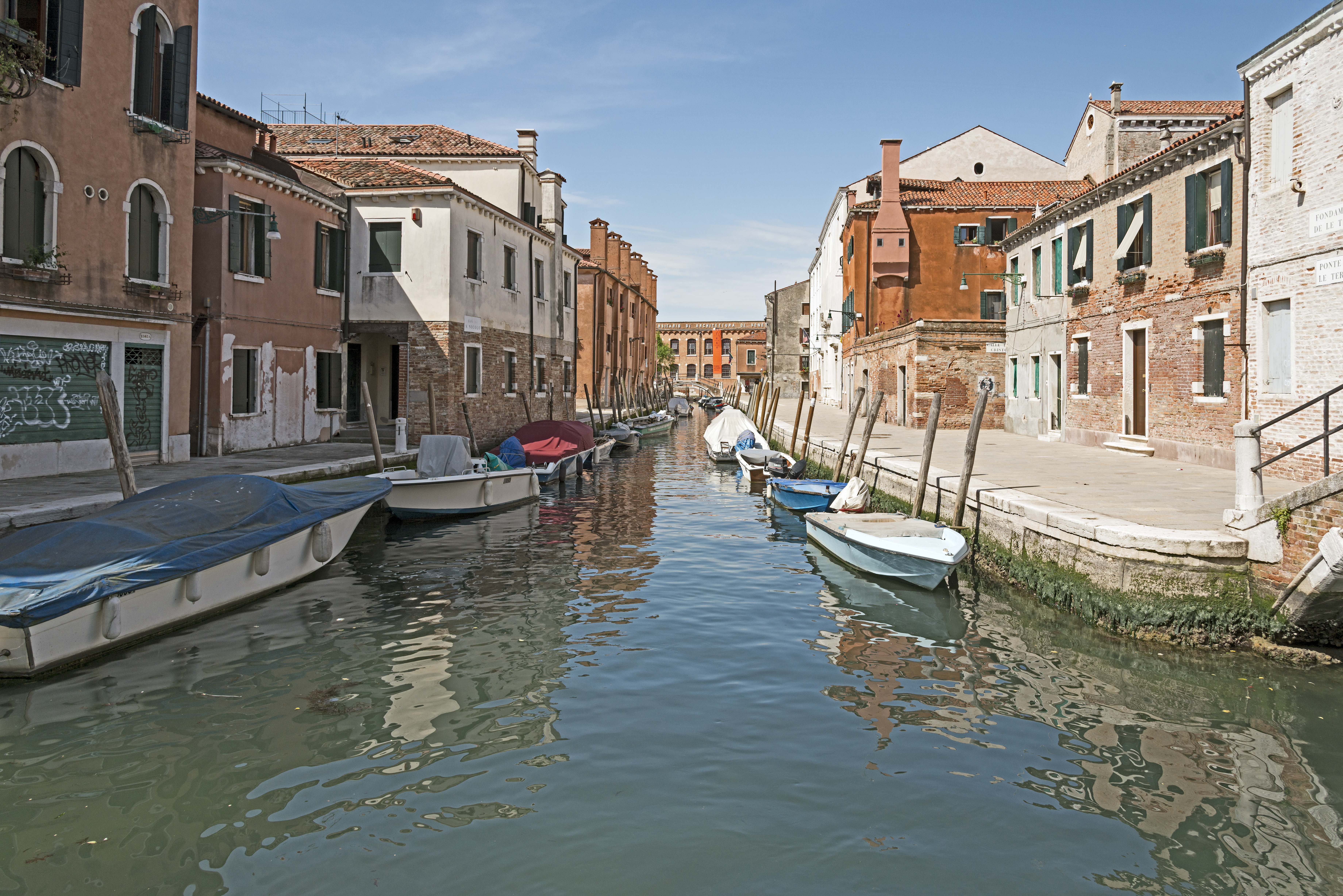
Rio delle Terese, Aufn. Mai 2015

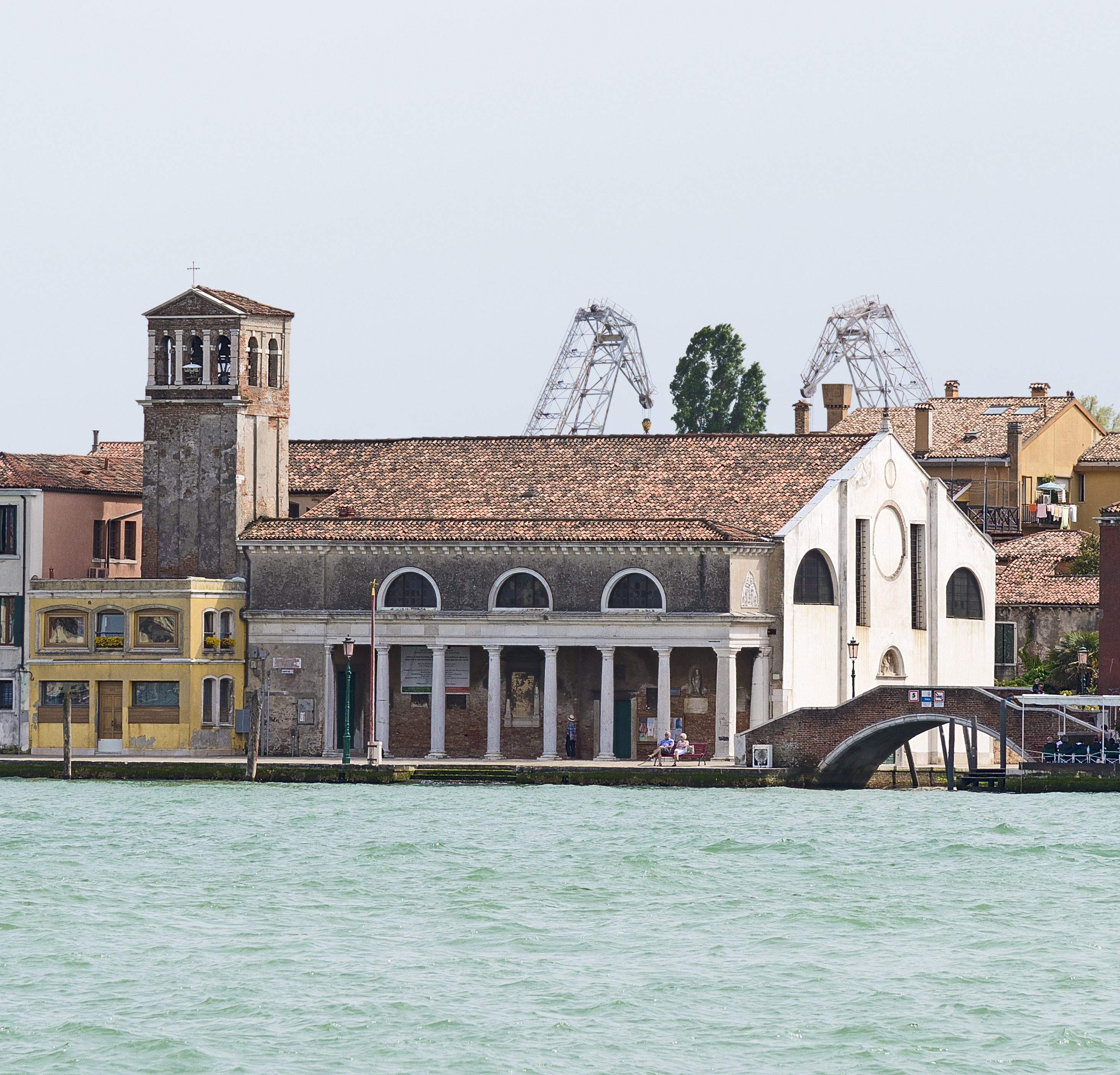
Santa Eufemia am C.d. Giudecca

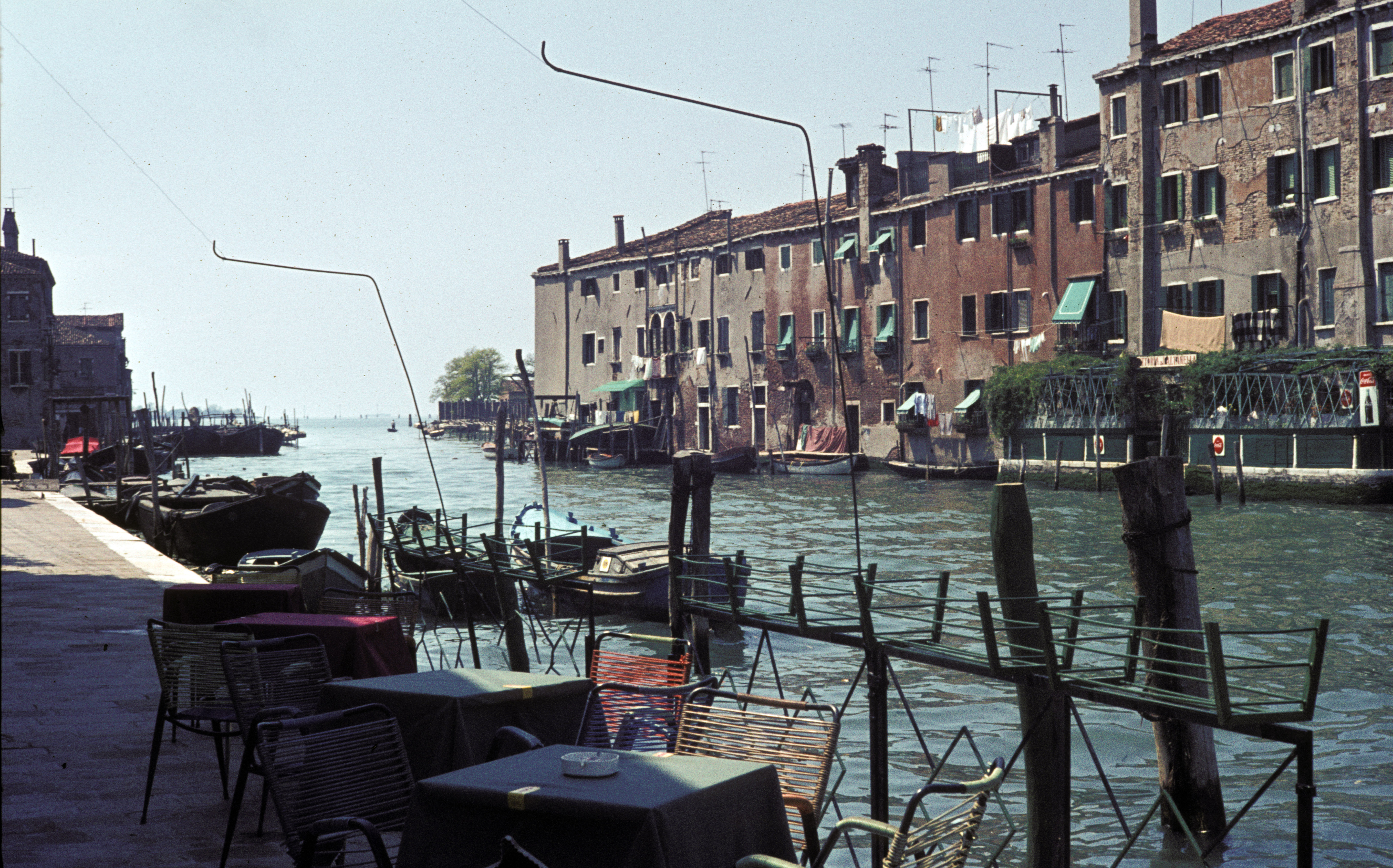
Rio del Ponte Lungo, 1970

- Marin
- Zan Degolà
- Megio
- Ca’ Tron
- S. Boldo
- Stae
- Pergola
- Due Torri (Ca’ Pesaro)
- Sant’Agostino
- Legname
- San Sebastino
- San Raffaele
- S. Maria Mater Domini
- San Cassiano

- Beccarie
- (Rialtobrücke)
- Meloni
- Madoneta
- Erbe
- San Polo
- S. Tomà / Frari
- Frescada / Munaghete

- Ca’ Foscari
- S. Barnaba
- Malpaga
- San Trovaso
- (Ponte dell'Accademia)

- Salute
- Fornace
- Toresele
- Vio
- Trovaso
- Nicolo
- Terese

### Canale Sacca (auf der Giudecca)

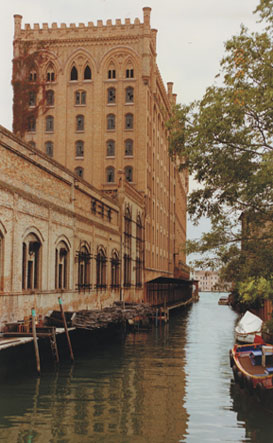
P. Stucky

(im Uhrzeigersinn geordnet ausgehend vom Canale Sacca Fisola)
- Canale Sacca Fisola San Biagio
- Lavraneri
- San Biagio
- Convertite
- San Eufemia
- Ponte Piccolo
- Palada
- Ponte Lungo
- Croce

### Murano
- Canale Bisatto
- Canale di San Mattia
- Canale di San Donato
- San Mateo
- Canale Ondello

Murano, Canale di San Donato

- Canale di Pte. Lungo / Canale degli Angeli
- Vetrai
- Canale Sarenella
- Sacca Sarenella

### Burano
- Canale San Giacomo
- Canale Santo Spirito o Borgognoni
- Canale di Crevan
- Rio Terranova
- Rio de la Giudecca
- Rio Mandracchio
- Rio San Mauro
- Rio Assassini
- Rio Pontinello

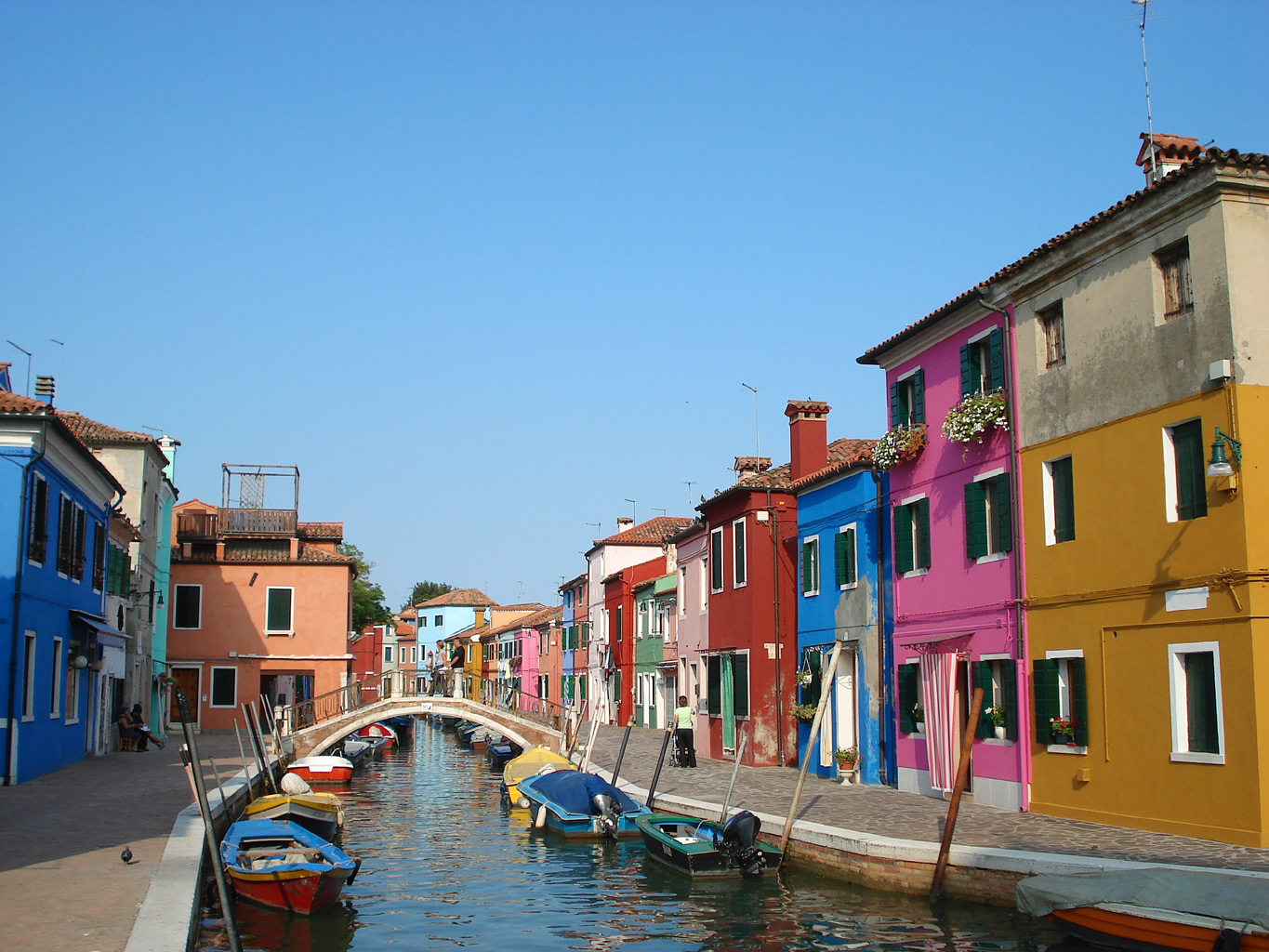
Burano, Rio Mandracchio

- Rio Terà del Pizzo (verfüllt, heute Straße Via Baldassare Galuppi)

## Brücken etc.
Zu den Wasserwegen in einer Stadt gehören als notwendige Bauwerke auch die Uferbefestigungen und Brücken, die sich allerdings auch gegenseitig wegen der erwünschten Durchfahrtshöhe der Schiffe ausschließen können. Von den vielleicht vier- oder fünfhundert Brücken führen deshalb nur vier über den Canal Grande.
- Siehe dazu auch die Kategorie über die Brücken in Venedig oder die (unvollständige) Brückenliste

## Fondamenta oderRiva
Der Ausdruck riva bezieht sich meistens auf einen Tritt oder eine Uferbefestigung, um vom Haus oder Platz in ein Boot steigen zu können. Es können auch mehrere Stufen sein, um die Tide auszugleichen. Es gibt einige wenige typische Formen dafür. Ebenso wie für die fondamente, der Name für die Gehwege an den Häusern entlang der Kanäle (canali oder rii).

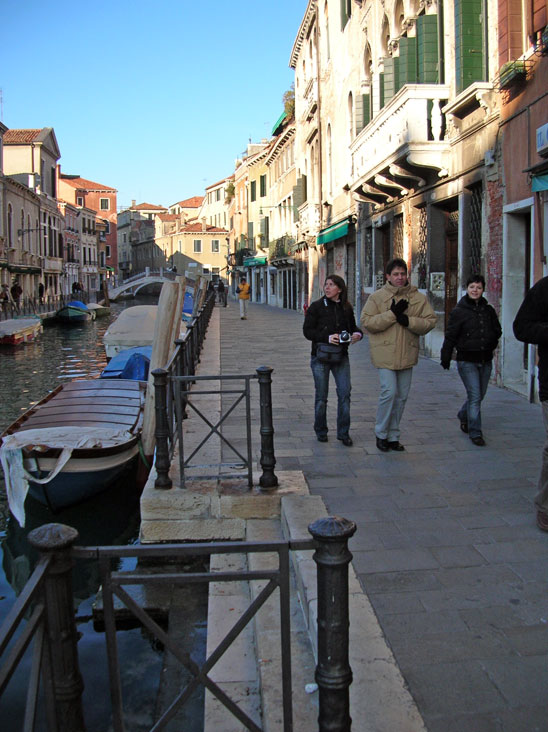
Typischer Randweg entlang eines Kanals
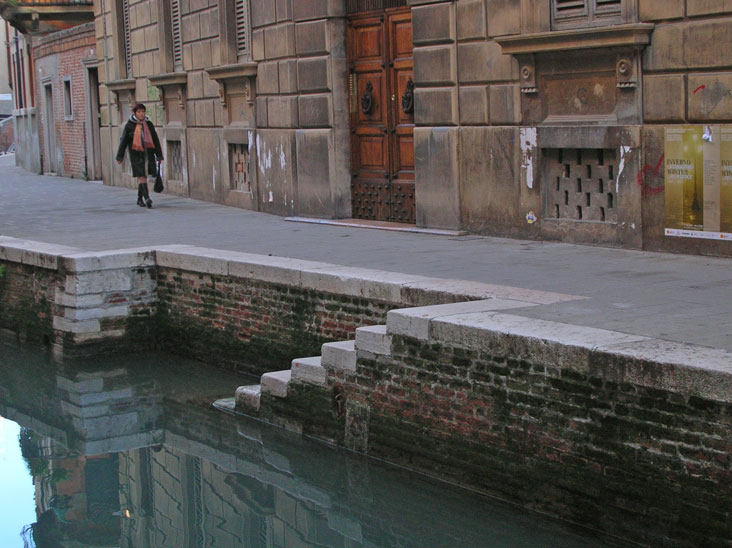
Riva mit zum Wasserlauf paralleler Treppe
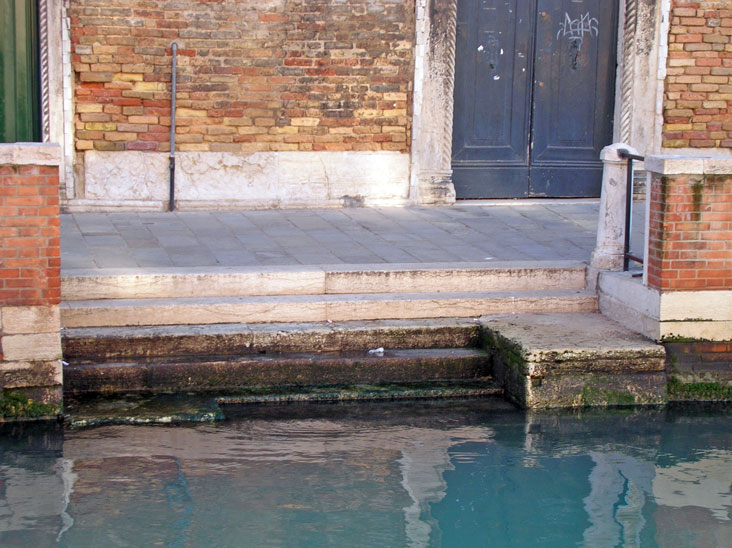
Riva mit ins Wasser absteigenden Stufen
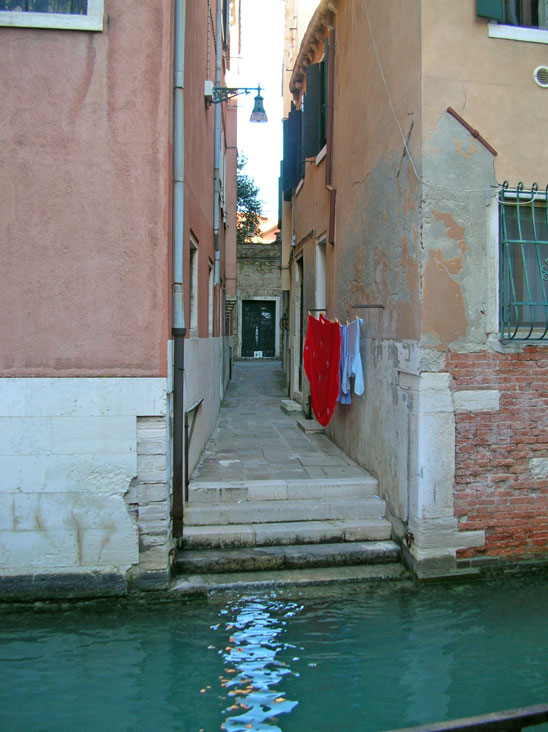
Diese Riva ist Anfang/Ende einer kleinen Gasse
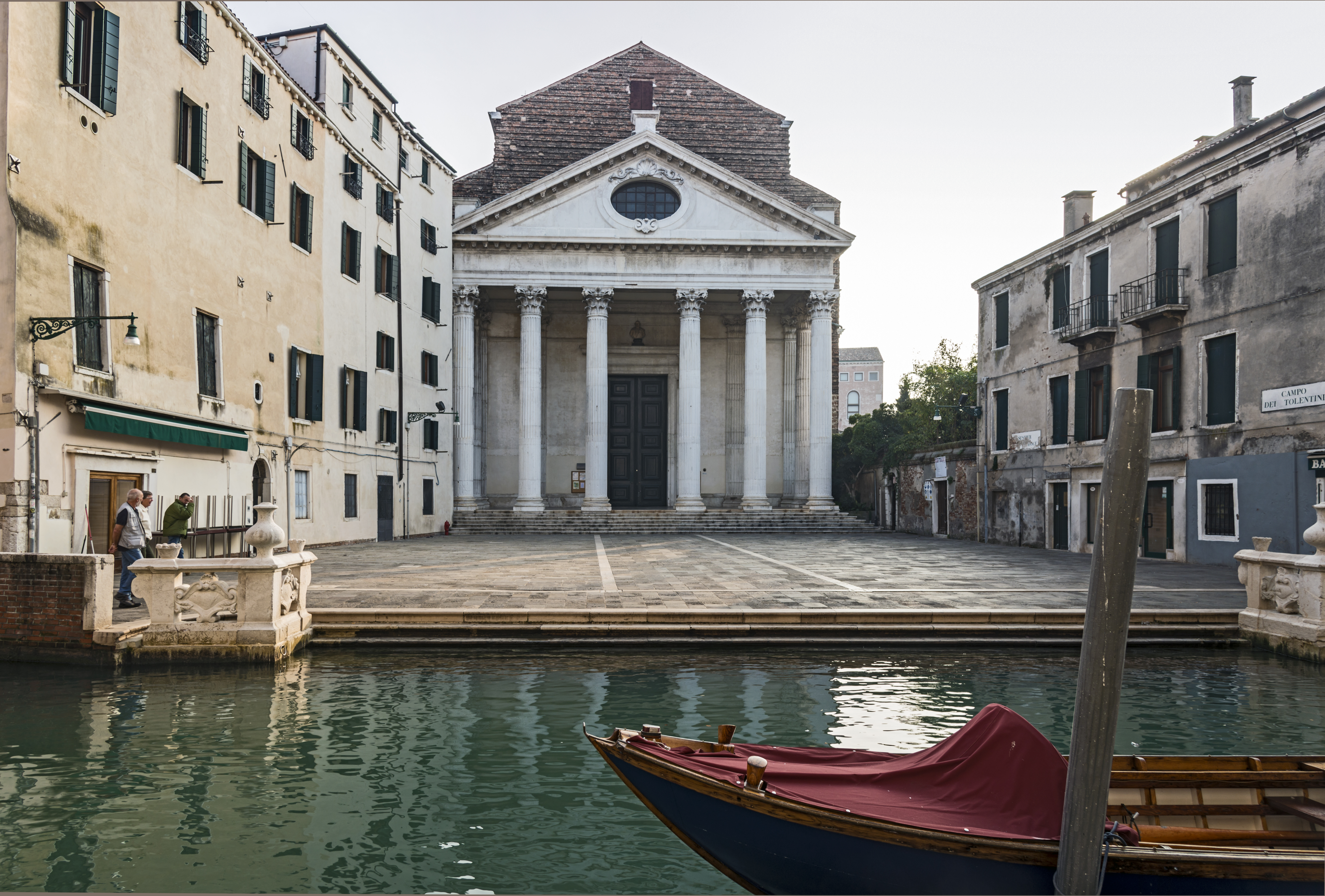
Riva monumentale vor der Kirche I Tolentini

## Verkehrsmittel
Die Fahrzeuge auf diesen Wasserwegen haben unterschiedliche Aufgaben, Größen, Antriebsstärken und Eigennamen:
Siehe die Artikel zu den
- Vaporetti, Battelli foranei, Motonavi, Motoscafi, Motozattere (Taxi acqueo), Gondola (auch die Caorlina, Desdotona, Gondolin, Mascareta, Sandolo), Peate, Pupparin, S´ciopòn, Sanpierota (Segelboot), Topo (Segelboot)

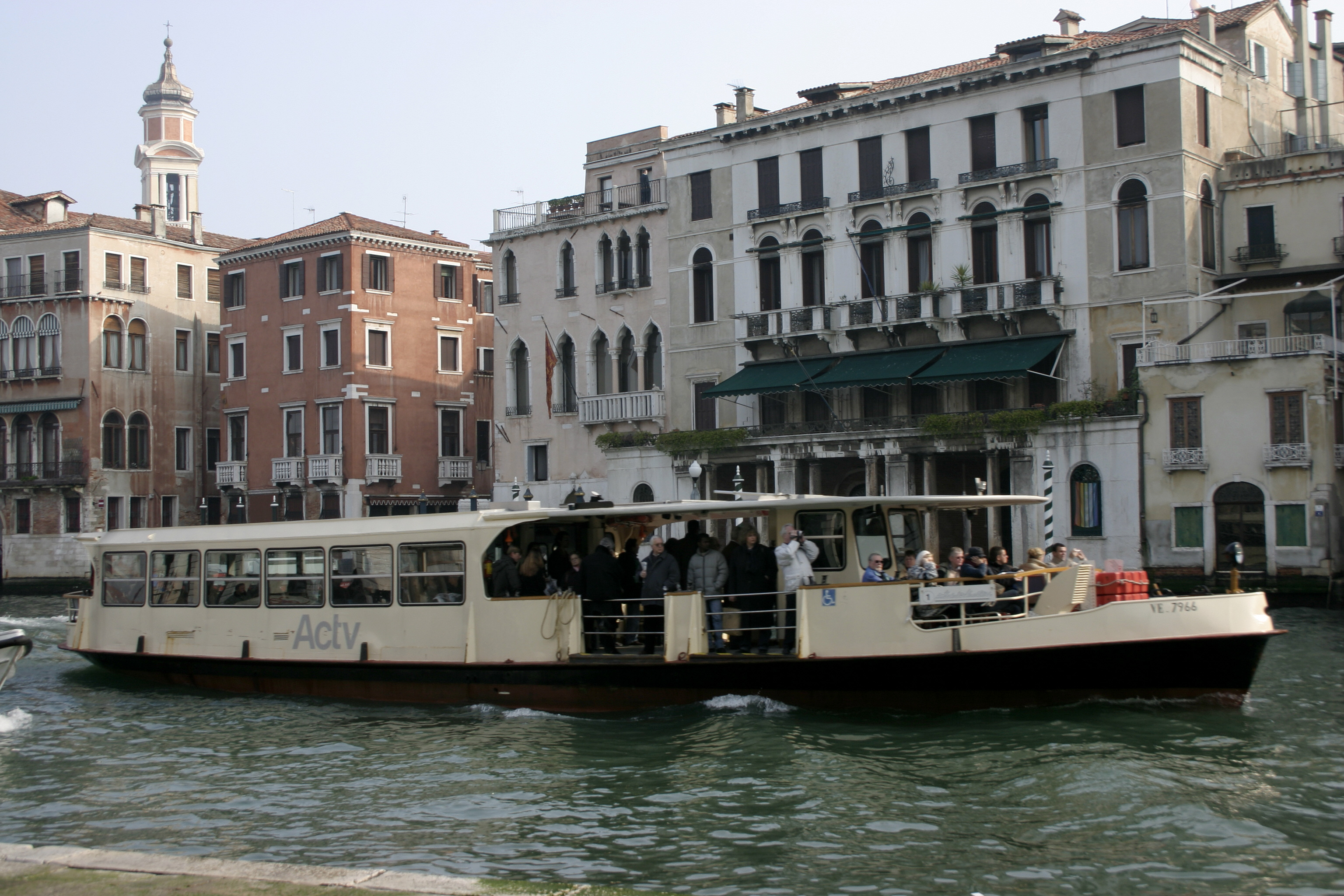
Vaporetto der ACTV
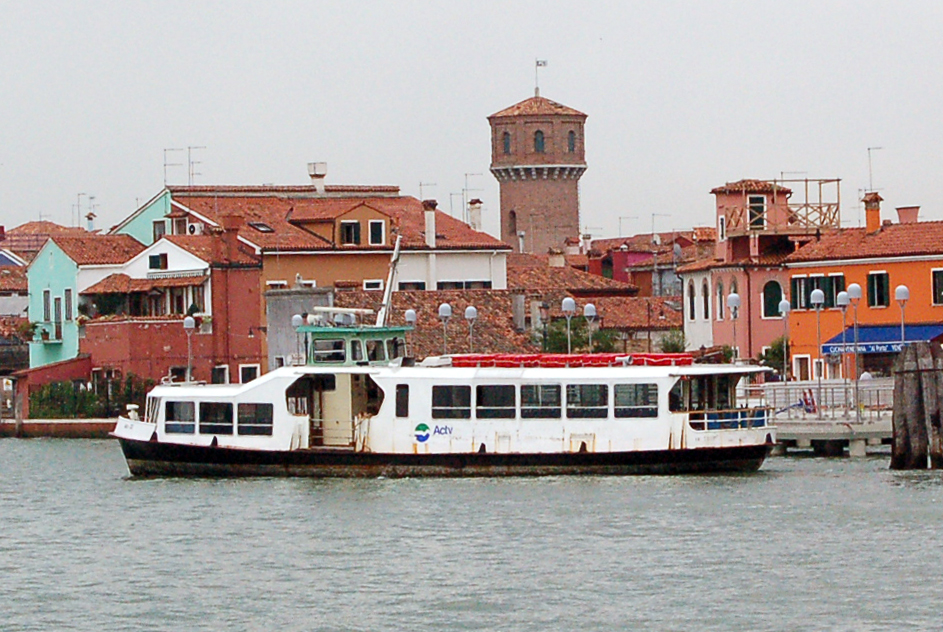
Battello foraneo, Aufn. 2006 vor Burano
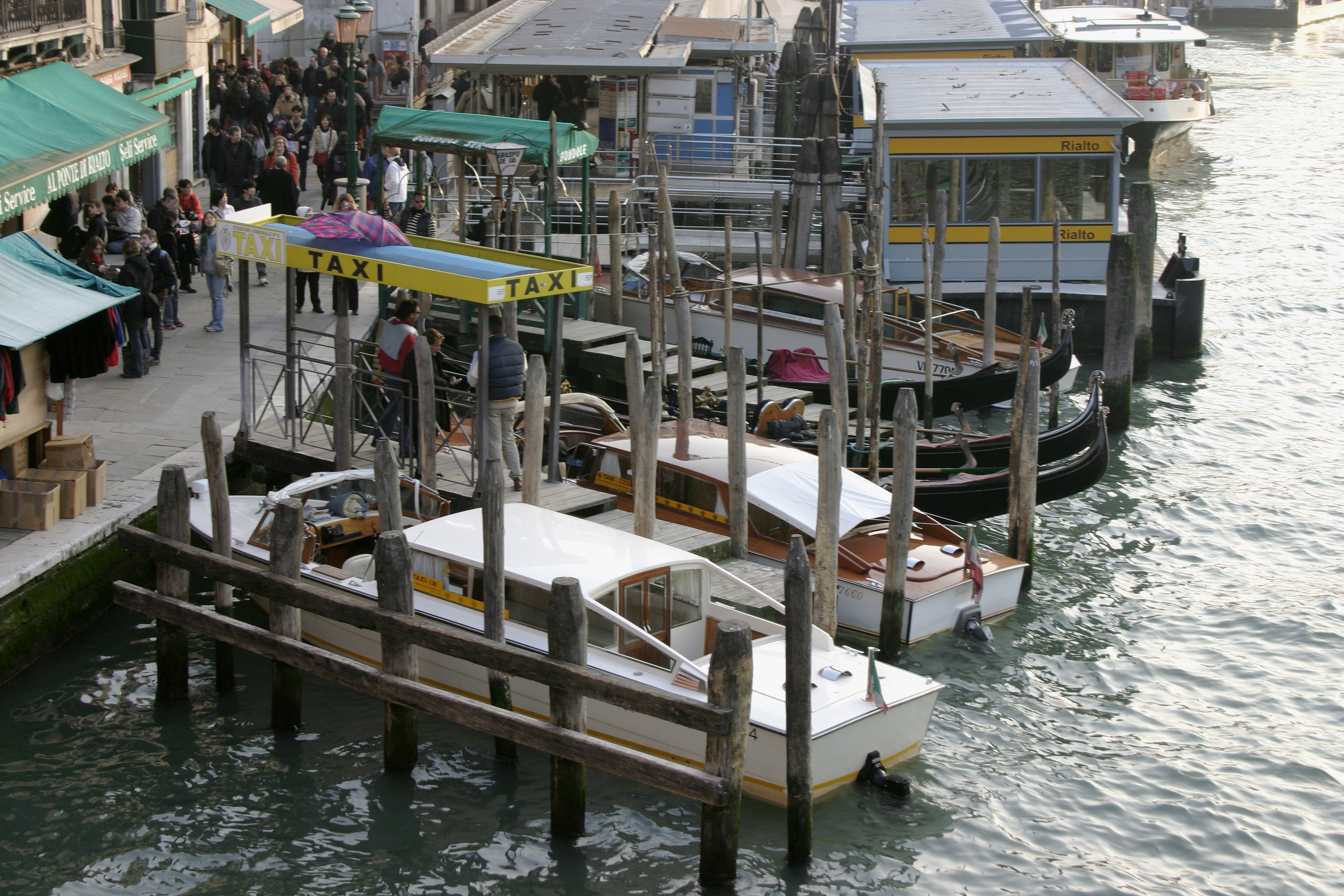
Wassertaxi, 2004
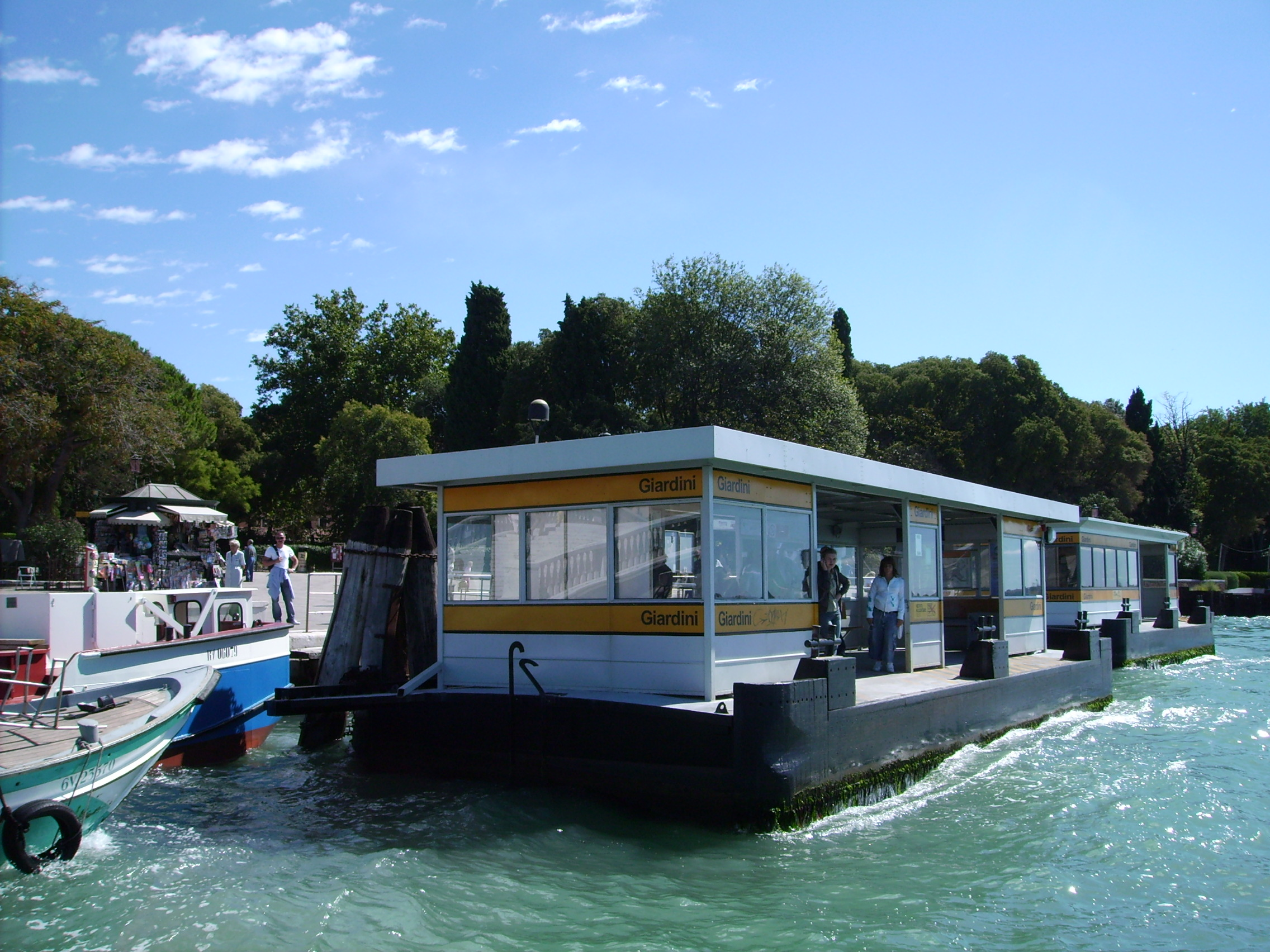
Ponton mit Haltestelle, Aufn. 2006
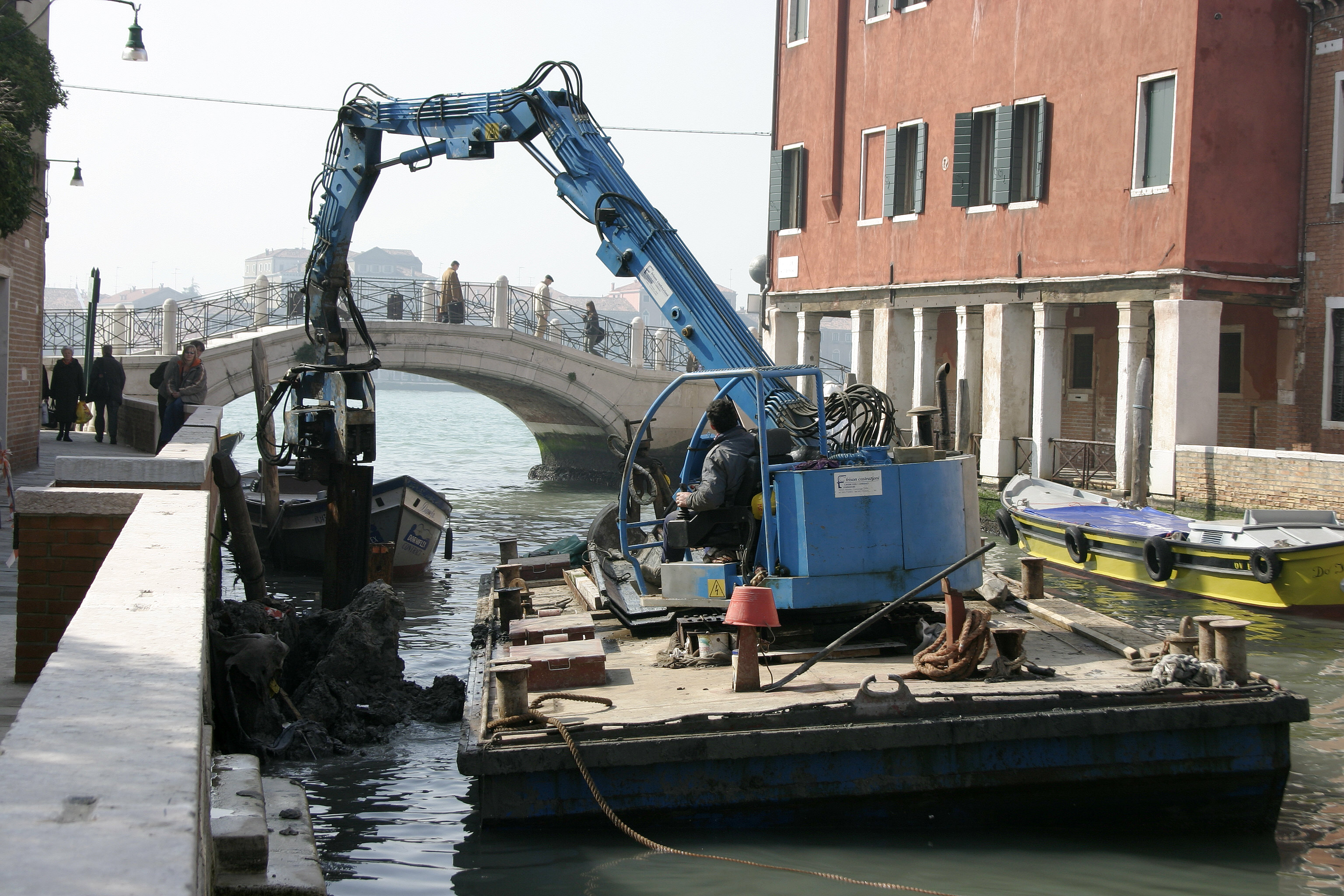
Arbeitsboot m. Bagger (It.: Battello draga, Aufn. Nov. 2004)
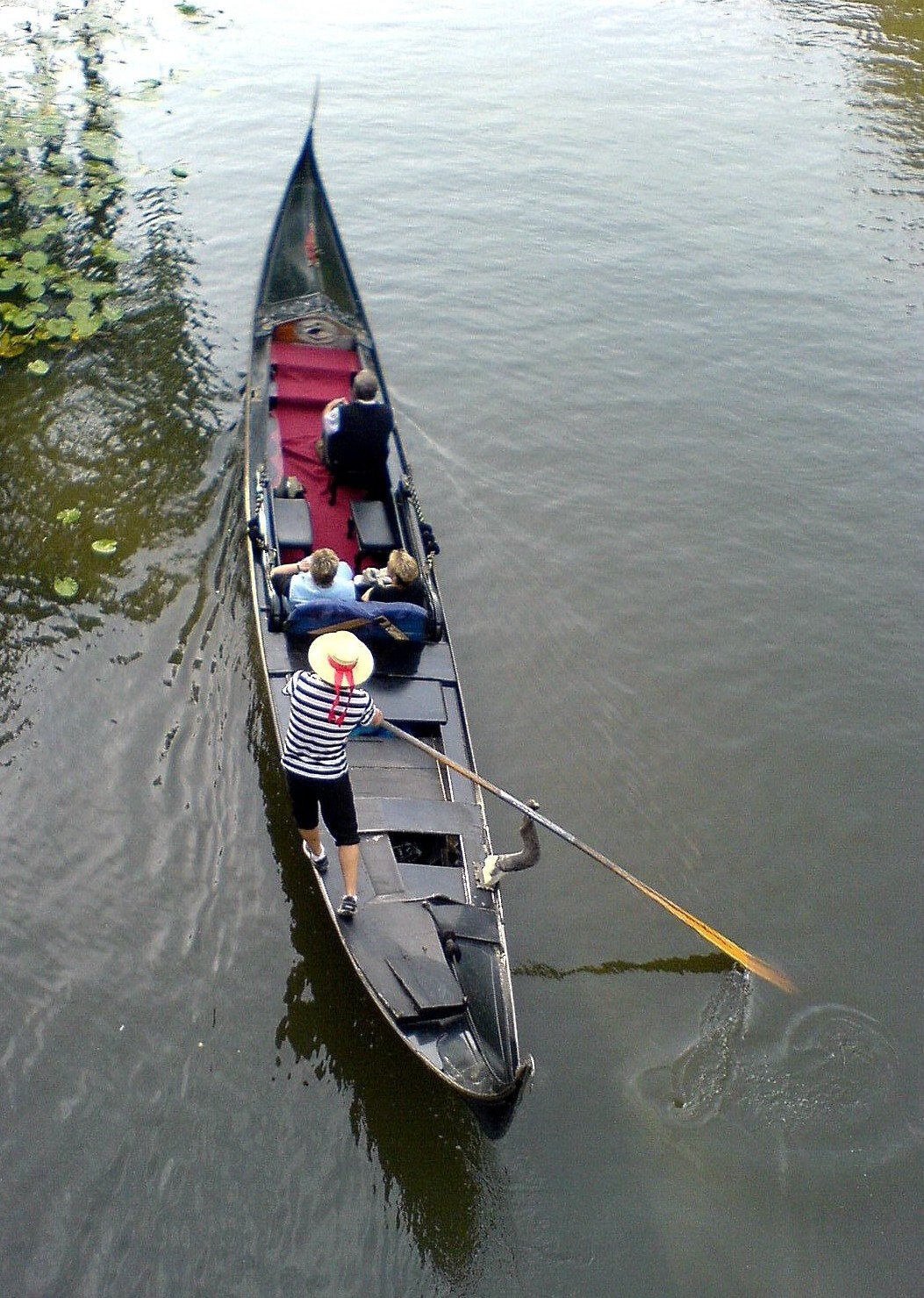
Gondel

Die Haltestellen der Vaporetti entlang des Canal grande sind von Nord nach Süden: der Piazzale Roma, Ferrovia (Hbf. Santa Lucia), Riva de Biasio, San Marcuola, San Stae, Ca’ d’Oro, Rialto Mercato, Rialto, San Silvestro, Sant’Angelo, San Tomà / Frari, Ca’ Rezzonico, San Samuele / Palazzo Grassi, Accademia, Santa Maria del Giglio, Salute, San Marco Vallaresso. In der Lagune hat jede größere Insel eine Anlegestelle.

## „Wege“ in die Region

### Schifffahrtsstraße nach Marghera
Die Schifffahrtsstraßen in die Hafenanlagen nach Mestre und Marghera führen im Bogen durch die Lagune um die Kernstadt herum.
- Marghera ist Handels- und Industriehafen Venedigs, gebaut ab 1917
- In Mestre leben rund 200.000 Menschen. Es hat eine sehr lange Geschichte (römisch, frühes Mittelalter).

### Schifffahrtsstraßen zum Tronchetto
Die Schifffahrtsstraßen vom/zum Tronchetto, einer als Hafen aufgeschütteten Insel visavis vom alten Hauptbahnhof, führen nördlich vom Lido in die Adria. Sie umfahren die Stadt in einem weiten südlichen Bogen zwischen Sacca Sessola und den Inseln San Clemente und San Servolo, vorbei an den Lazarett-Inseln und der Punta Sabbioni (Cavallino-Treporti) in den Golf, wo sie etwa 20 km ostsüdöstlich nach Südsüdost in Richtung Ancona abknicken.
- Tronchetto – Adria (Landungsstelle, Ausgangspunkt mehrerer Vaporettolinien)
  - Route Venedig – Kerkyra (Fähren zur Ionischen Insel Kerkyra)
  - Route Venedig – Igoumenitsa (Fährverbindung Igoumenitsa, Griechenland)
  - Route Venedig – Patra (Fährverbindung nach Patras)

Einige Inseln, die in der Lagune angedient werden: Sant’Erasmo, Murano, Vignole, Chioggia, Mazzorbo, Torcello, La Certosa und Burano.

### Via Brenta nach Padua

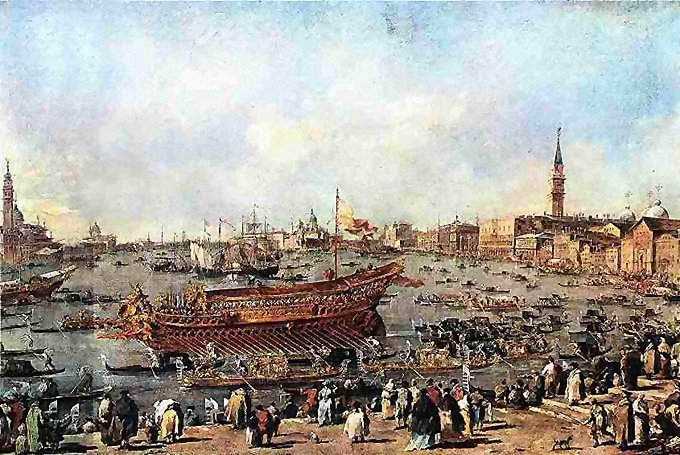
Die Ausfahrt der Prachtbarke des Dogen zum Lido (Francesco Guardi)

Kanalsystem der Brenta

Historisch bildeten viele Jahrhunderte die Brenta, der Muson, Bacchiglione, Riviera del Brenta (Brentakanal), Canale Bisato und der Canale Battaglia ein Wegesystem, das zwischen Padua und Venedig Handel, Verkehr und vielfältige Beziehungen ermöglichte (ital. Name Naviglio del Brenta). Es war ebenso selbstverständlich, zu Schiff in die Sommerresidenzen zu fahren wie zu Geschäften oder Kriegen über die See. Für Venezianer damals eine Einheit, die noch heute jährlich zu einer symbolischen Hochzeit der Stadt mit dem Meer führt.

## Trivia
Im Zuge des allgemeinen öffentlichen „Shutdowns“ zur Verlangsamung der COVID-19-Pandemie auch in Italien wurde das Wasser in Venedigs Kanälen „glasklar“, nach Auskunft des Bürgermeister-Büros aufgrund der nicht mehr vom Grund der Wasserstraßen durch Schiffsverkehr aufgewirbelten Sedimente.

## Ausstellungen
- März bis Juni 2020, Kunsthalle Messmer, Riegel am Kaiserstuhl: Venedig – Faszination und Mythos[6][7]